# 香港人網
香港人網（英語：Hong Kong People Reporter）是香港一個綜合網上電台及網上論壇的網站(其網上電台部分已停止廣播，節目重溫及網上論壇仍然運作)，香港人網有明顯的政治立場與政治傾向，運作時期只支持人民力量。創辦人蕭若元於2008年成立Hong Kong New Media Limited後開始經營。香港人網於2008年與MyRadio合併後，經過兩年多的經營成為香港最多人收聽的網上電台。其後於2010年9月6日，香港人網決定與MyRadio分拆，各自營運兩個不同的網台。2012年8月根據Alexa.com的統計數據，香港人網於全港網站中排名第29位。其後由謎米香港取代。

## 政治立場
香港人網名義上是獨立於政黨，但其路線一直都有明顯政治傾向。香港人網的走紅其實是與社民連成立同步，香港人網的節目主持有不少當時社民連的核心成員，有明顯政治文宣功能的媒體。香港人網的崛起和社民連的崛起相輔相成，開創了一個新的政黨動員模式──在網上進行政治論述宣傳，團結和動員支持者，令社民連迅速佔據政治光譜上支持抗爭路線的一端。社民連在2008年香港立法會選舉五區得票率超過10%。這10%支持者跟其他政黨支持者不同，他們的向心力和行動力特別強，他們在抗爭行動中往往更加令政府頭痛。香港人網鼓動支持者參與社運抗爭，起了很大的充權作用，例如在反高鐵事件中，香港人網也是其中一個重要的動員機器。這幾年間主流媒體愈來愈偏向建制派變成親中媒體，但接二連三的抗爭運動愈演愈烈，在2010年五區補選58萬人參與投票，某程度上與香港人網及新興的社交媒體不無關係。
2011年社民連分裂後，香港人網轉為只支持人民力量，有如人民力量的半個黨媒。這與蘋果日報主要支持民主黨與公民黨等泛民主派黨媒相似。
香港人網熱烈投身社會運動，很多議題常與社民連、人民力量等進步民主派合作。從2009年至2013年結業前，每年的七一遊行、元旦遊行，香港人網都會在維園與灣仔修頓設立街站演講，期望吸納更多聽眾，擴大網上電台的影響力，再擴大網台在香港政治的影響力。但因其在2011至2013年明確支持人民力量並支持狙擊民主黨的行動，並認為是協助分化民主派。

## 歷史

### 成立

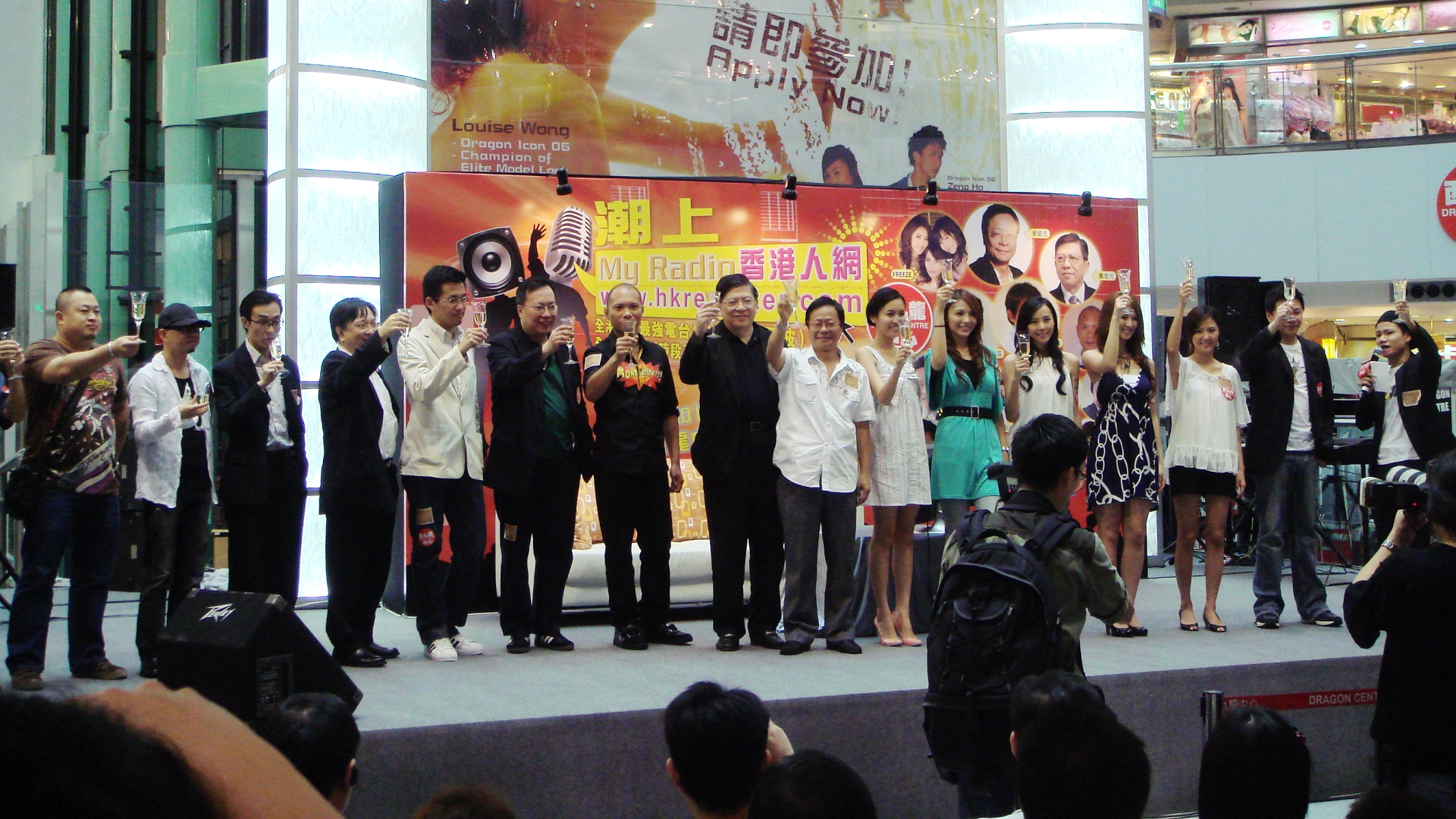
朱文俊、譚志強、沈振盈、潘兆聰、蕭若元、黃毓民、羽翹、Freeze、袁彌明、蕭定一、林雨陽。2008年7月12日。

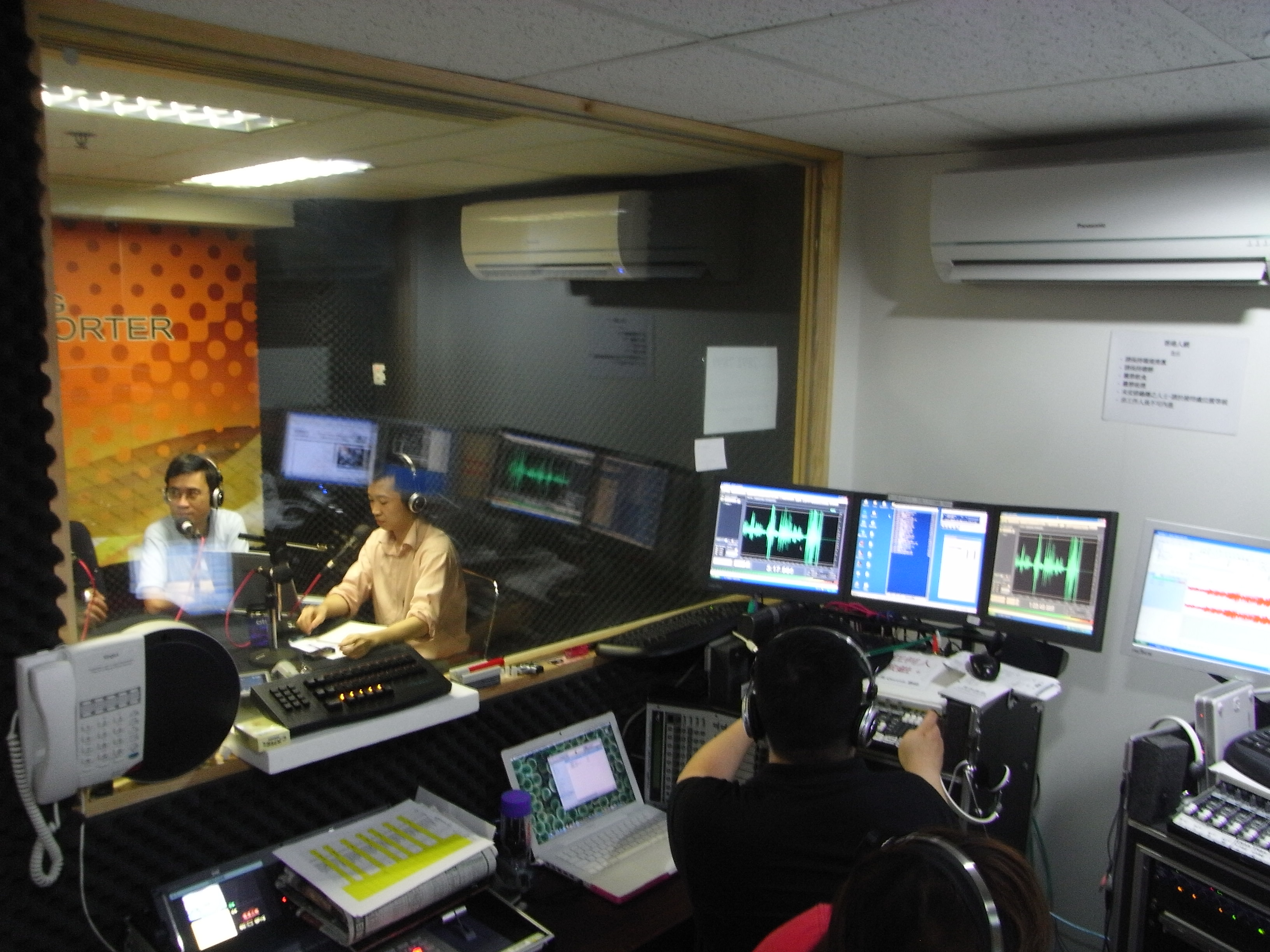
香港人網直播室。2008年10月17日，灣仔愛群道。

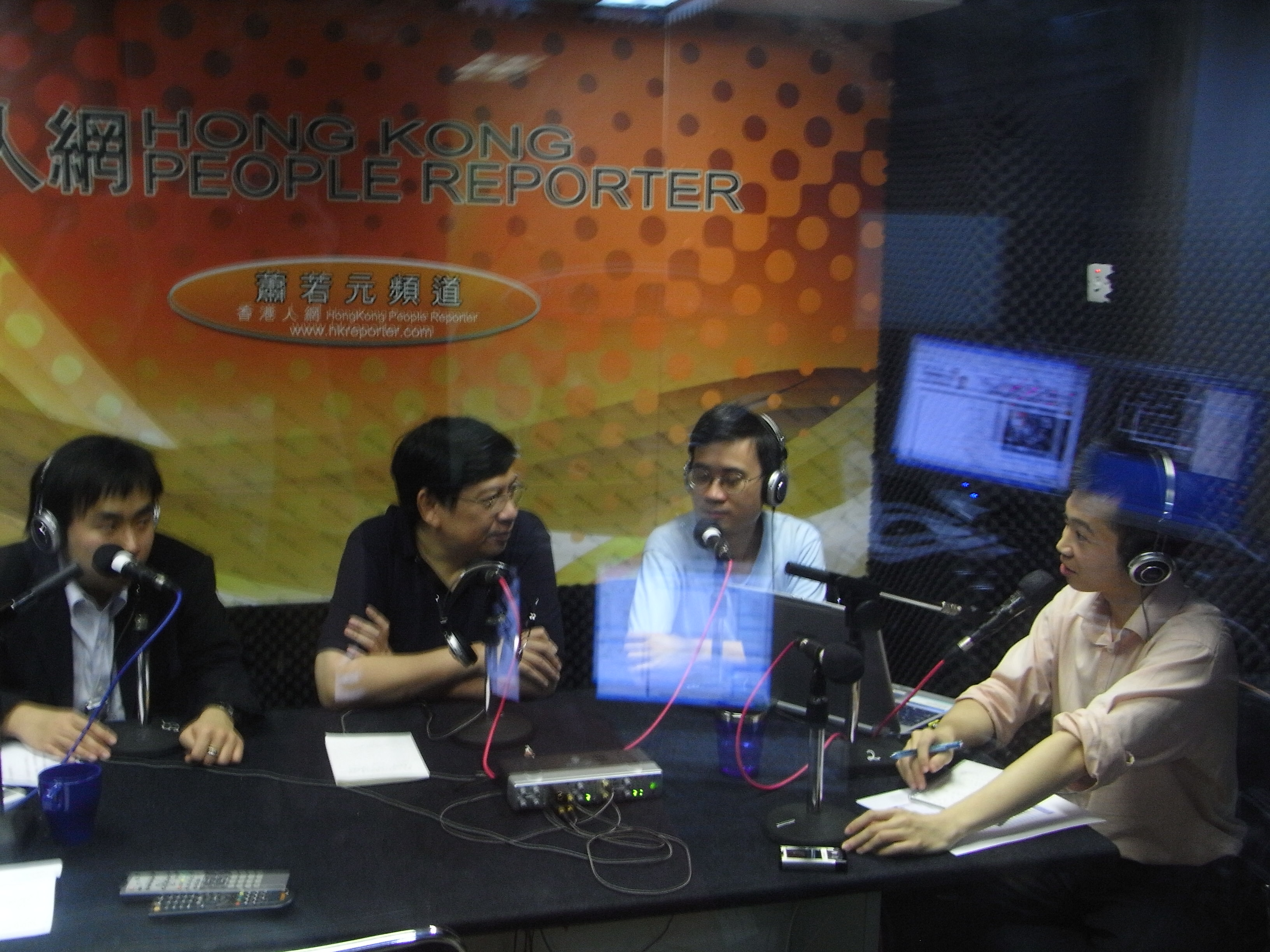
蕭若元做節目。2008年10月17日。

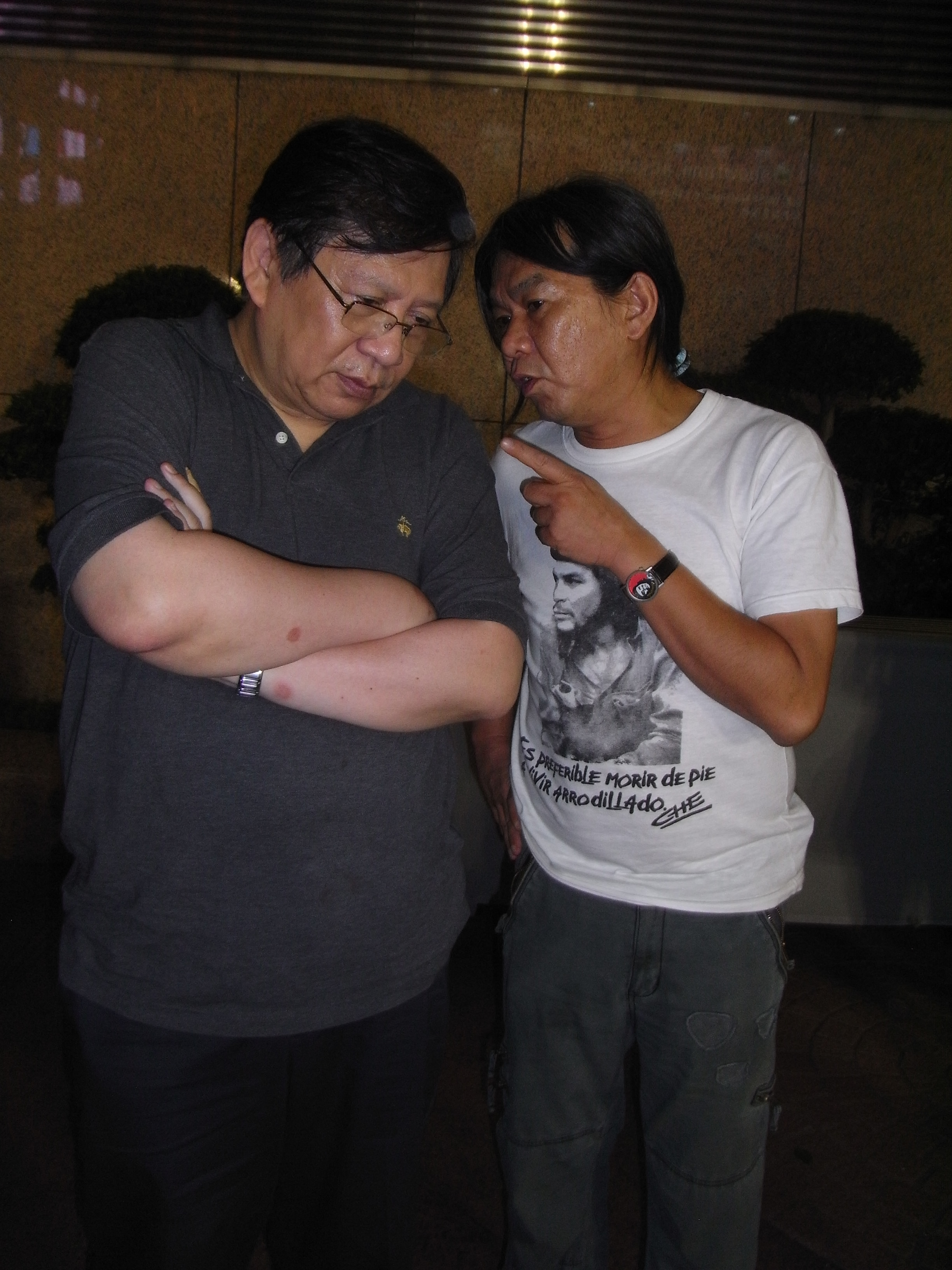
蕭若元與梁國雄談論當下政局。2009年6月30號晚，銅鑼灣時代廣場，香港人網街頭論壇。

2004年8月，蕭若元在網上電台「香港人民廣播電台」主持節目《風蕭蕭》。2005年，蕭若元成立「香港人網」Hong Kong People Reporter 網絡論壇討論區，原意是希望網民自發做記者，人人都是記者，將社區發現的新聞貼上討論區。蕭若元的節目聽眾開始參加香港人網討論區。
2007年1月25日，蕭若元結束兩年半的人民台節目《風蕭蕭》，在香港人網主持新節目《蕭鼓聲中》，香港人網全面走向網上電台發展。首集節目與主持「長毛」梁國雄，邀請了嘉賓黃毓民講述未來網台發展大計，決定以蕭若元、黃毓民的節目做主打，邀請資深兩岸記者譚志強等名人做主持，各人負責一日節目，以建立星期一至五的節目線。
2007年2月5日，資深傳媒人黃毓民及梁錦祥與蕭若元合作，以人民台班底的社民連人士創立MyRadio，開始進行試播，並於2007年3月18日正式啟播，創台台長由梁錦祥擔任。MyRadio原先希望透過網上電台的經驗從而建立一個大氣電波電台，但香港政府每次以不同理由駁回電台新頻譜的申請。香港人網與MyRadio聯播，建立一連五日黃金節目，創下了網上電台的新一頁。
2008年初，MyRadio與香港人網合併，吸引網台聽眾瀏覽香港人網討論區，以討論區的廣告收入支持網台擴充發展。
2008年1月，台長梁錦長力邀王冠一、沈振盈、鄧聲興、黃偉康等知名財經人士主持節目，建立一連五天的財經頻度，為網台開創了新的一片天。
2008年4月，根據Alexa.com資料，香港人網的節目每日點擊率已經成為香港網上電台之冠。同時香港人網亦被《PCM電腦廣場》稱為「收聽人數最多的一個網上電台」，每周收聽率約3萬人。香港人網自開台後，節目內容亦不乏得到傳媒報導。
2008年6月，前商台唱片騎師林雨陽加盟香港人網，與新城電台節目製作人胡耀輝合力，為香港人網開創新一線娛樂消閑節目：零晨清談節目《五個一夜情》、廣播劇《C1式生活》、音樂節目《流行普選》、女性節目《Lady First》，袁彌明與蕭定一主持《大娛樂家》點評八卦週刊娛樂新聞是非真假，又邀請「鬼王」潘兆聰主持節目《恐怖在線》，將網台變成日常生活的一部份。
香港人網的主持陣容多為知名人士，星期一至星期日均24小時提供時事、財經、消閒及娛樂節目，當中包括一星期6日6.5小時直播節目。
香港人網以三種不同方式提供聲音廣播，包括使用SHOUTcast串流直播、下載重溫和Podcast訂閱服務。除提供聲音廣播和Phone-in節目，由2008年6月25日起，大部分直播節目還提供視像直播，或是將某部分節目影像上載到YouTube，令香港人網成為香港首個進行跨聲音及影像直播及重溫的網上電台。
2008年12月1日，創辦人蕭若元透露由於資金問題，網上電台節目會由兩個台合併為一個台，播放時間大約會縮減少1/3。
2009年5月，部份義工離開香港人網，另建網上電台OurRadio。6月1日，梁錦祥因私人理由辭去MyRadio台長職位，部份原MyRadio節目交由其他獨立媒體自行製作，並以合作形式於MyRadio平台播放。
2010年9月6日，蕭於節目蕭鼓聲中透露，由於一直支持社民連、五區公投等政治活動，受到中共對他朋友的壓力，香港人網正式與MyRadio分拆營運兩個網上電台，並各自推出新的節目表。不過，MyRadio繼續在香港人網的直播室製作節目，直至2012年10月遷走，而人民力量亦出現分裂。
2011年6月，蕭若元委任陳志全（慢必）為香港人網行政總裁。同年7月18日，蕭於新浪微博表示打算收購高登討論區，希望擴大香港人網的影響力，但惹起網民反對，最終告吹。
2011年12月，香港人網僱用黃洋達主持早晨時事節目《早朝天下》，開拓晨早時段，再創網台歷史。節目經過99集，到2012年4月底，因為黃洋達入獄及投入立法會選舉，節目結束。事後，黃洋達夫婦批評蕭若元打壓民主派同路人，蕭若元則直言黃洋達工作態度欠佳，因而被解僱。
2012年6月，香港人網聘請流行愛情小說作者伍諾韻，鋪排建立全娛樂、女性節目頻度「愛上網」Loved.hk。

### 結束
2013年3月22日晚上9時，香港人網創辦人蕭若元宣布，香港人網於該月月底結業，於3月31日開始，香港人網將會停止製作及播放網上節目，包括最受歡迎的《恐怖在線》。香港人網將會於3月30日舉行告別大會。蕭若元表示，香港人網於3月31日後仍然會於運作一季，惟不會再有新廣播。
談到「執笠」原因，蕭若元強調不是政治壓力，亦非怕了向人網宣戰的黃洋達，但承認對很多人心灰意冷，包括人民力量主席劉嘉鴻「劉嗡」和立法會議員「慢咇」陳志全。他隨後又稱，失望只佔小部份，有人需負更大責任，但沒有言明是誰。他堅稱事件不涉及政治壓力，同時表明今後將不會再公開支持任何泛民主派政治組織包括人民力量及其友好組織普羅政治學苑。
2013年3月25日，蕭若元在風也蕭蕭節目上澄清香港人網網頁會繼續保留，包括節目重溫及討論區，只是不會再有新節目。蕭若元表示，會在三個月之後建立一個新網台，新網台會保持每星期十五小時左右的節目，他會做兩小時的節目。同時，他提出人網結業的原因是不滿黃毓民及其身邊一些「小人」的政治立場，並指黃先生對一切身邊的人多加猜忌，以及「台長」梁錦祥和靳民知在他與黃先生之間的挑撥離間，並指出人民力量當中，並沒有黨內正義，故此意興闌珊。
2013年3月30日，蕭若元在《佔領人網》活動上宣佈，新網站將於2013年6月1日正式運作。2013年5月27日，蕭若元在節目《最新蕭析》上宣佈，新網站網址為www.memehk.com。2013年6月1日，謎米香港正式運作。

## 社會運動

### 2008年西九龍中心立法會選舉辯論
2008年香港立法會選舉，是社民連首次面對直選，社民連主席黃毓民首次參選立法會、出選九龍西，社民連陶君行出選九龍東。香港人網特別租場地，邀請候選人出值8月11日九龍西選舉論壇、8月12日九龍東選舉論壇。其中，黃毓民質問公民黨毛孟靜：為何公民黨一面說廢除功能組別，另一面公民黨湯家驊卻邀請李柱銘參選功能組別？毛孟靜的回應「湯家驊不代表公民黨……」被黃毓民瘋狂攻擊，片段網上爆紅，成為毛孟靜選情下降、黃毓民選情上升的轉捩點。最終黃毓民勝選。

### 2009年回水一萬

香港人網網民登報紙要求全民回水一萬。《東方日報》，2009年2月19日，頁A17。

經歷了2008年金融海嘯，香港民生困苦。2009年初，蕭若元與香港人網展開財政預算政策討論，激切批評香港政府是守財奴，將過份多的盈餘收藏不入，不懂投資社區，不會將資本投入市場製造財富效應，坐視星斗市民百上加斤。蕭若元號召香港人網、MyRadio的聽眾、網民、支持者捐款合資，於2009年2月19日《東方日報》A17版刊登全版廣告〈拔一毛、利全港　每人一萬，還富於民〉，批評財政司曾俊華：「搜聚民脂民膏，死抱著豐厚儲備不放，但知聚斂而不知濟民於水火」，要求向市民每人回贈一萬元。
黃毓民在立法會發言，以台灣馬英九派發消費券為例，呼籲全民派錢。香港人網又邀請了公民黨余若薇、民主黨甘乃威、獅子山學會的王弼、何民傑與蕭若元交流財政政策。

### 2009年灣仔鵝頸區補選
2009年灣仔區議會鵝頸區補選 (B03)，社民連季詩傑參選，跟民建聯鍾嘉敏一對一決戰。香港人網全力支持社民連，蕭若元號召網友即極做社民連義工，或者親身打電話尋找親友拉票。6月14日，選舉前一週，香港人網在鵝頸區舉辦選舉論壇，邀請雙方候選人。民建聯鍾嘉敏拒絕出席。蕭若元就裝扮是鍾嘉敏參加論壇，代入角色，裝扮鍾嘉敏。《文匯報》直斥蕭若元喪失傳媒的道德操守云云。　投票當日，香港人網現場直播。

### 2009年七一遊行
2009年七一遊行，香港人網號召過百名聽眾出任義工，在七一遊行沿途做十幾個街站，連接喇叭，香港人網現場直播街站節目與直播室節目。人網記者更揭發警方出蠱惑招數，在維園對出聖保祿學校外阻礙遊行隊伍，致電警方質詢時，對話完全公開廣播，讓公眾親身體會警方耍太極玩弄人的手段，在公開廣播中聲言五分鐘內警方不作答覆，便呼籲遊行市民折返，之後截停的遊行人士才獲放行。社民連劉山青、李偉儀都在灣仔修頓街站發言嗌口號，長毛梁國雄更號召群眾大叫「曾蔭權仆街」。

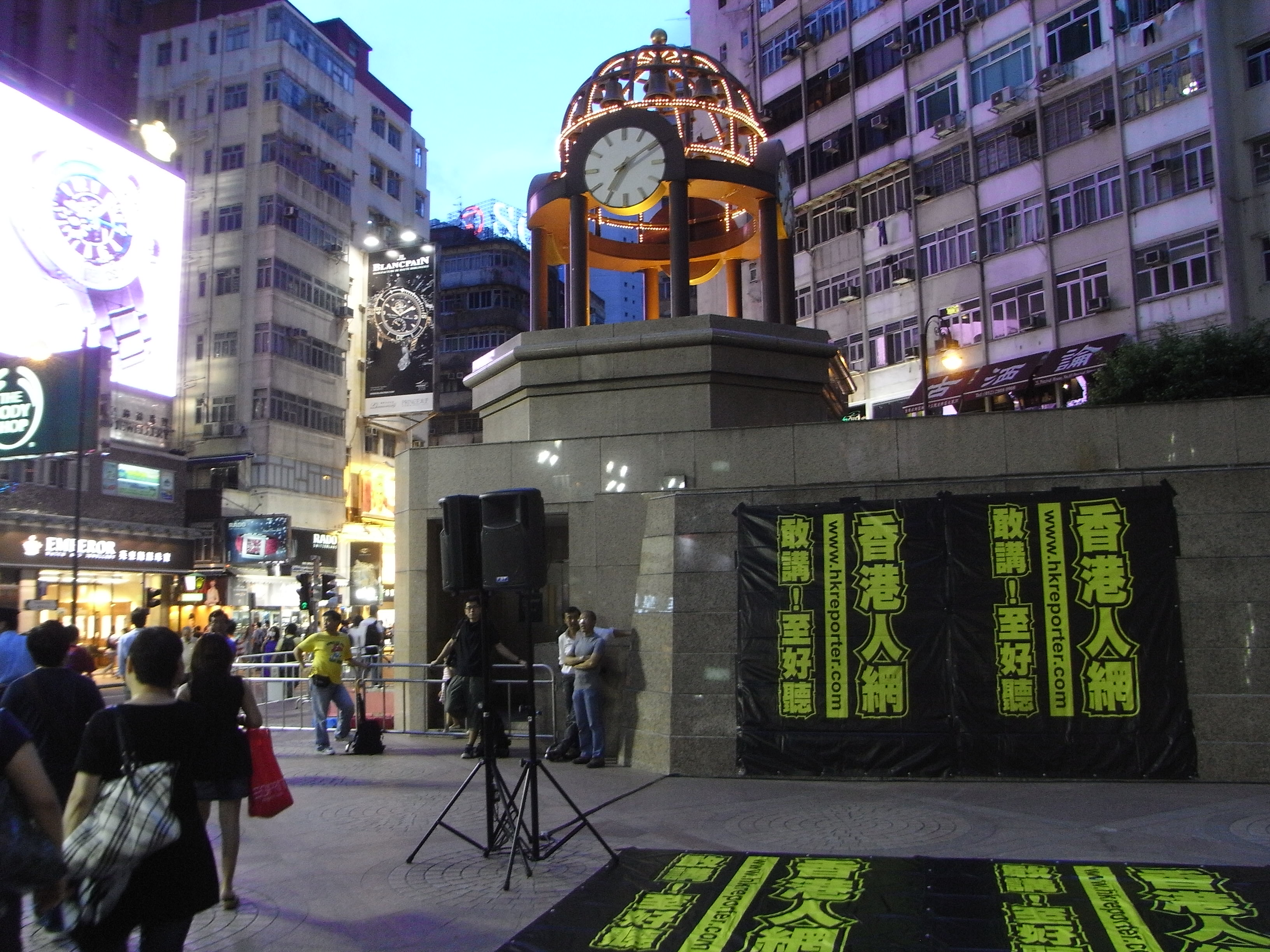
2009年6月30日晚，香港人網在銅鑼灣時代廣場舉行街頭論壇，為七一遊行造勢。
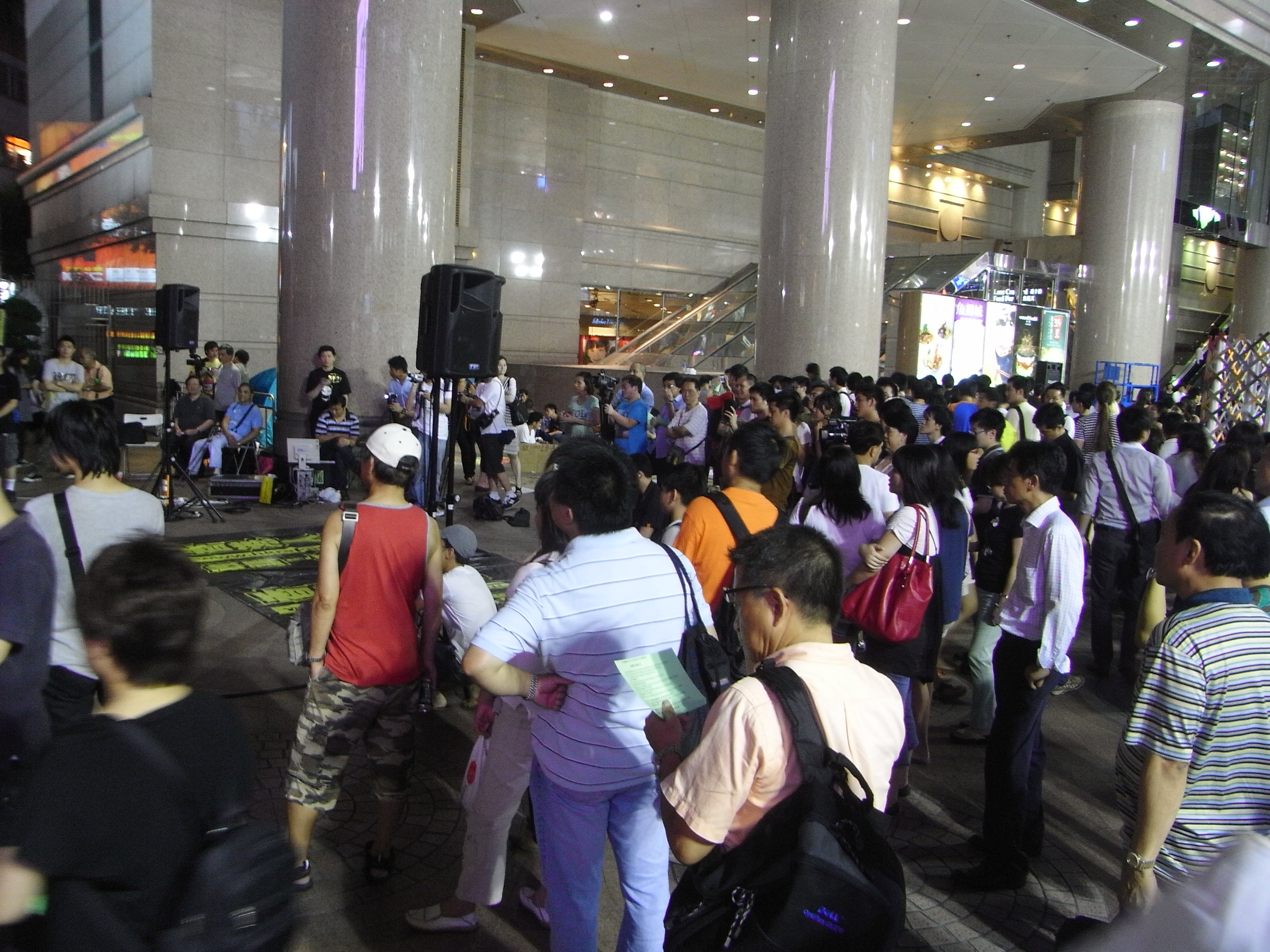
2009年6月30日晚，香港人網在銅鑼灣時代廣場舉行街頭論壇，蕭若元、黎則奮、曾健成、梁國雄發言。
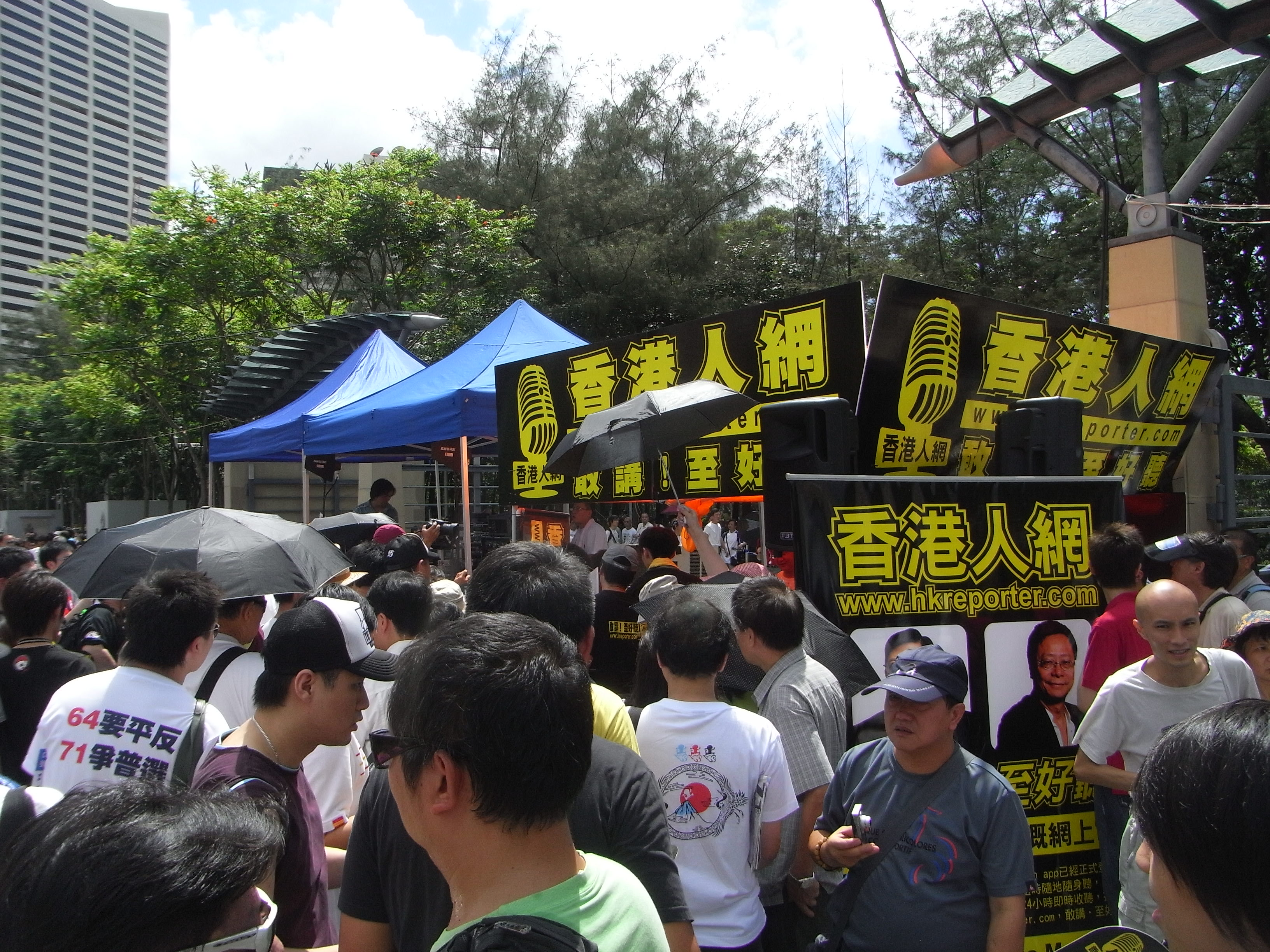
香港人網首次進駐七一遊行，在維園設街站，現場做節目，即時網上直播。2009年7月1日，維園。
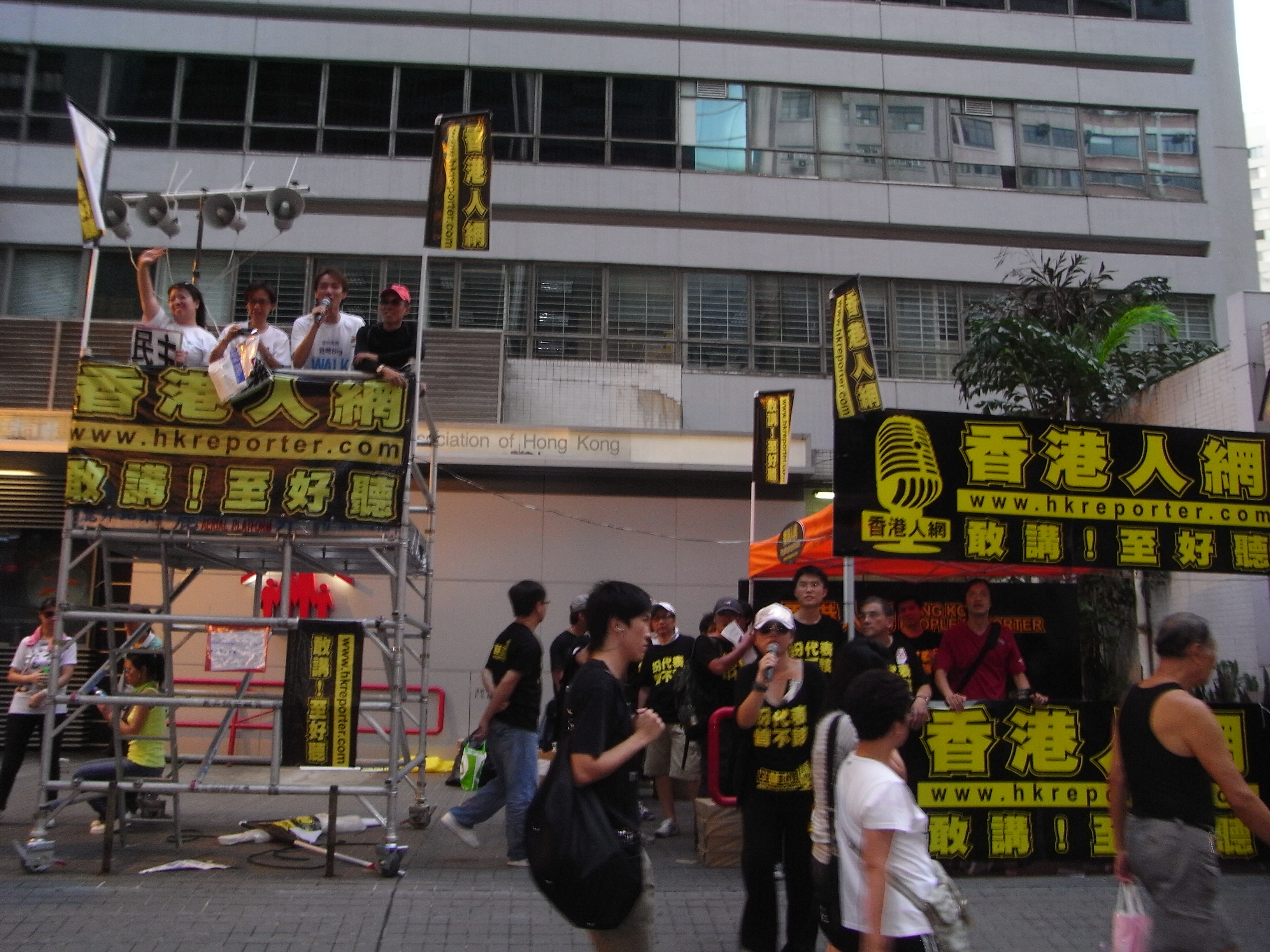
香港人網於2009年七一沿途設不同街站，現場直播。灣仔修頓是第二大街站。
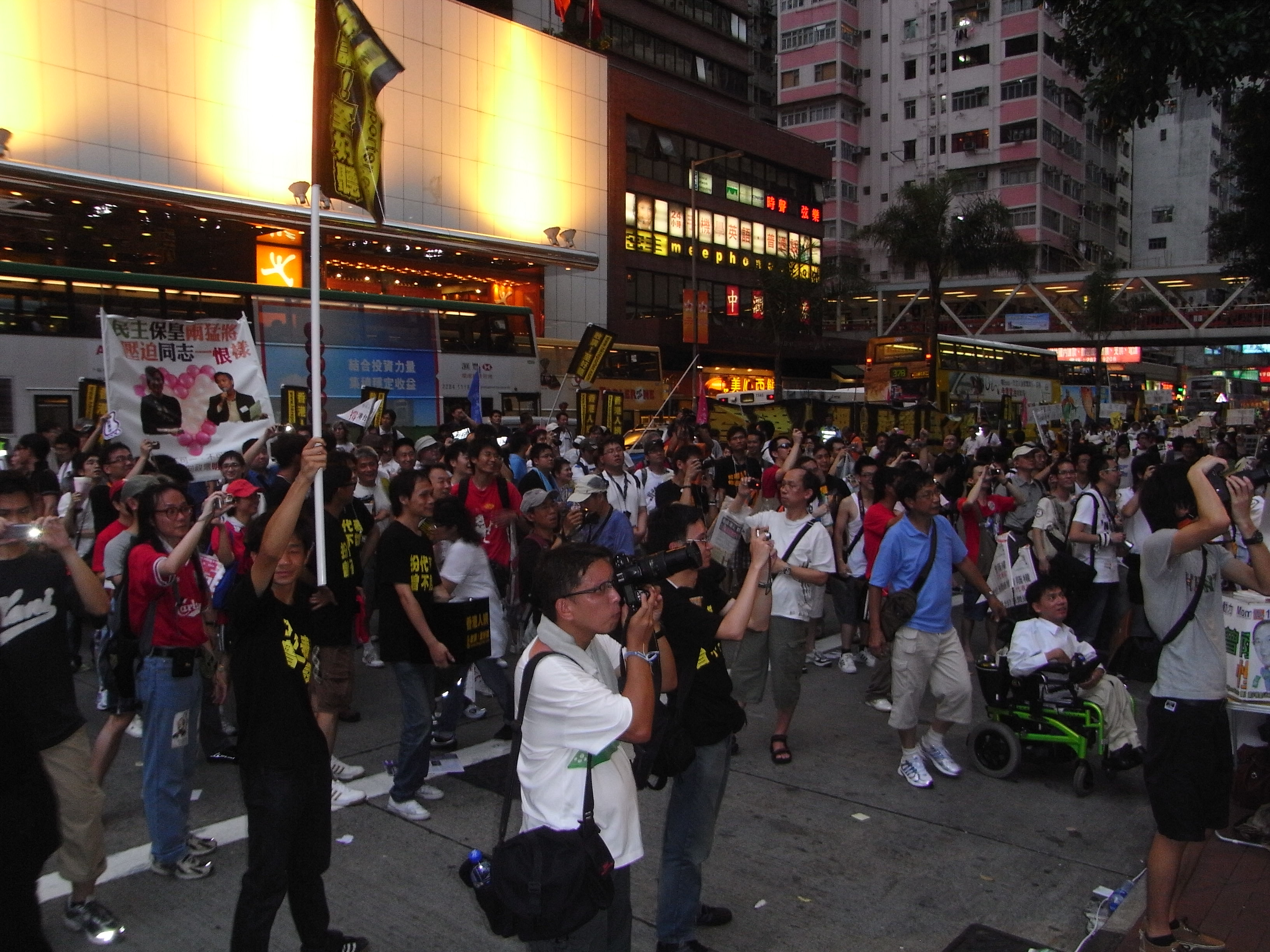
香港人網灣仔修頓街站，雲集大量聽眾、遊行人士聚集，聽現場節目與嘉賓發言。2009年7月1日。

### 2009年指控TVB壟斷
2009年7月14日，香港人網與民間電台參與廣管局舉辦免費電視節目牌照進行中期檢討的公開論壇，曾健成要求開放大氣電波。蕭若元指控 無線電視 (TVB) 壟斷，簽訂的藝人合約皆是違反廣管條例。之後，亞視控告無線違反廣播條例。一年後，2010年9月10日，廣管局公佈要全面調查TVB。

### 2010年「五區公投」

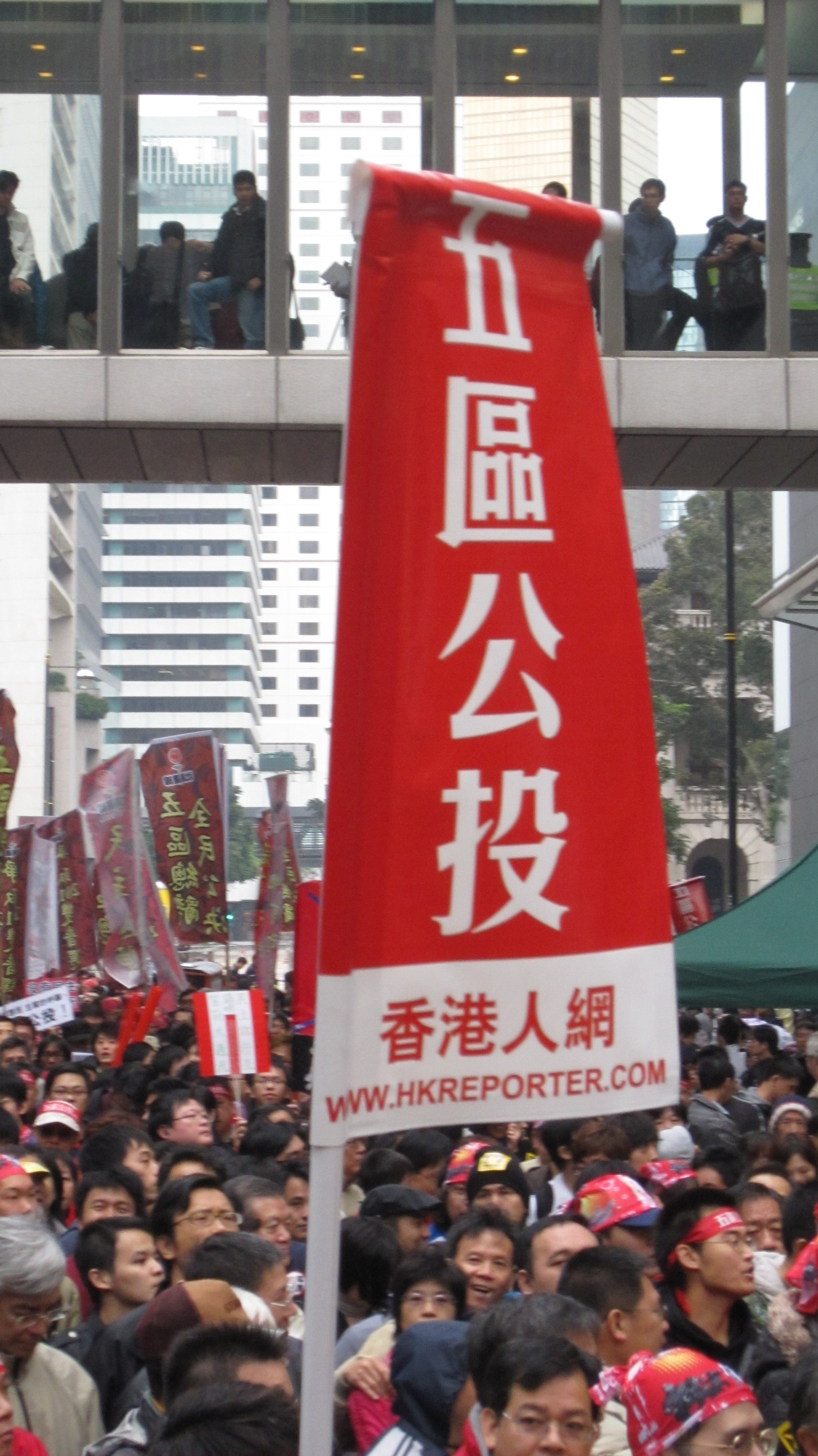
「五區公投」，香港人網直幡

2009年12月，公民黨決定跟社民連發動「五區總辭，變相公投」，以全民投票來凝聚民意，爭取2012年普選方案。公社兩黨在元旦遊行宣傳五區公投。香港人網全力支持五區公投運動，在2010年1月1日「還我普選」元旦大遊行設立街站、派發直幡、發動義工拉大旗參與遊行，為五區公投造勢。

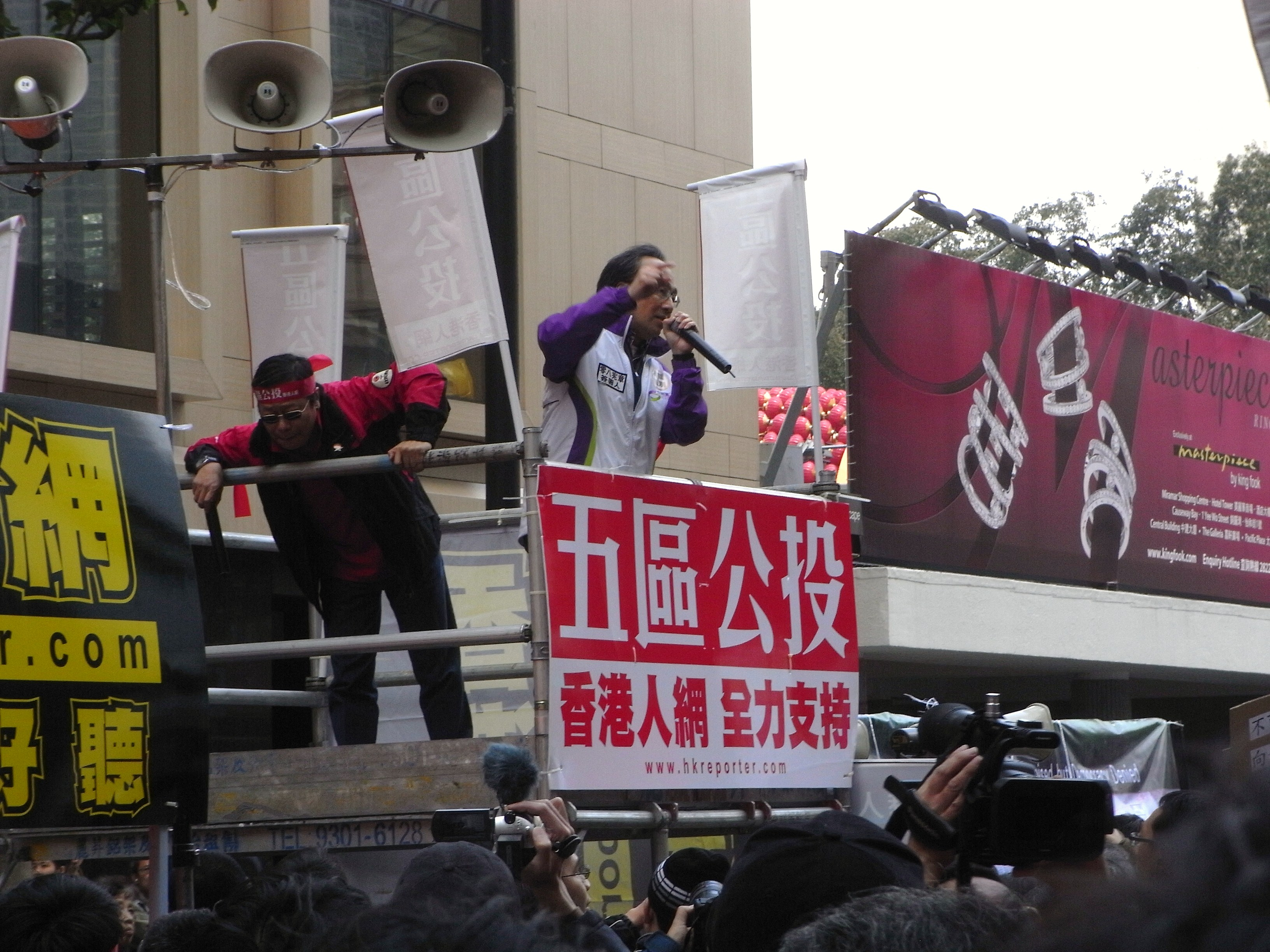
公民黨梁家傑、社民連黃毓民發言。2010年1月1日元旦遊行，中環遮打道，香港人網街站。
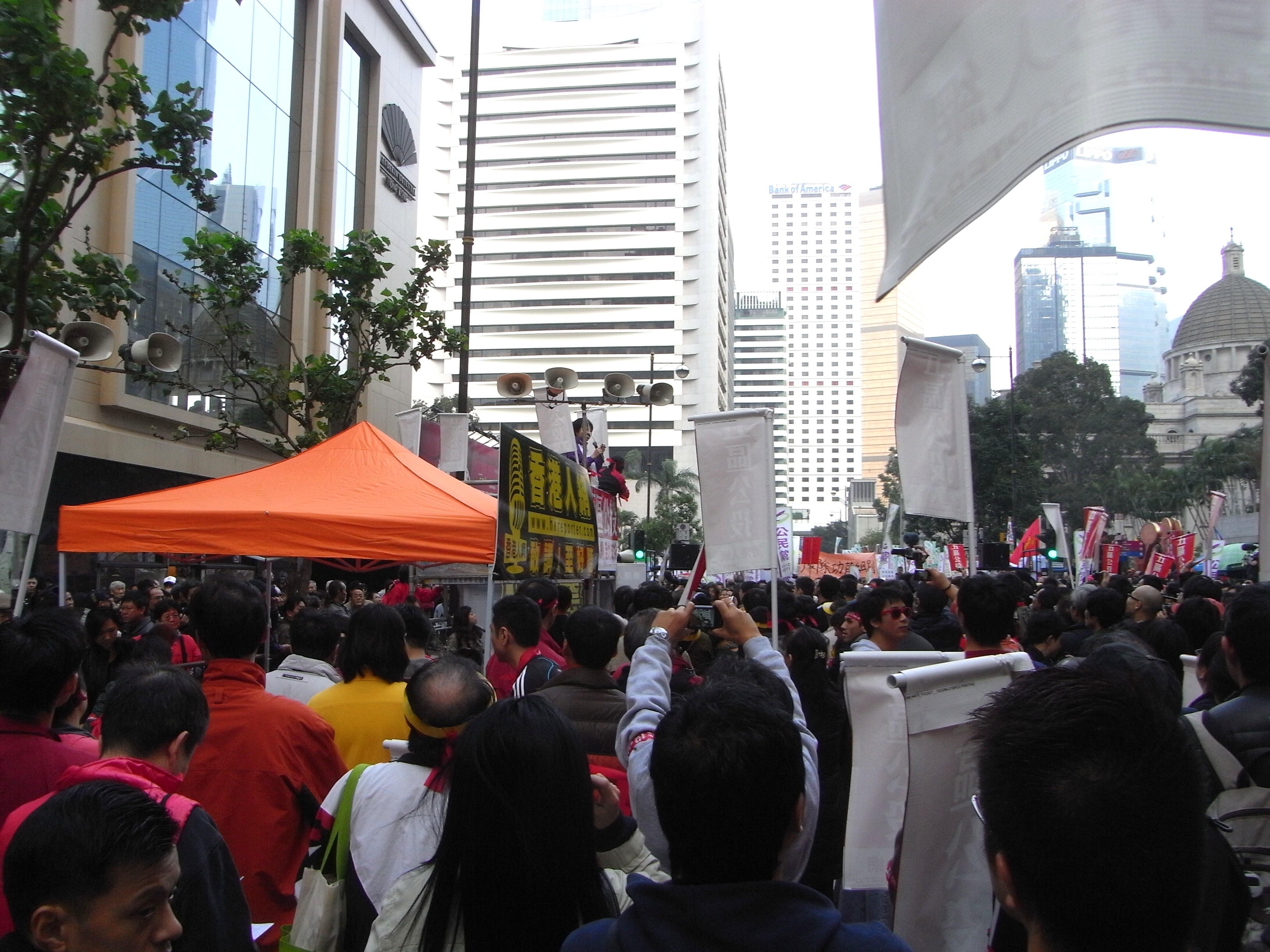
公民黨陳淑莊、梁家傑、余若薇先後發言。2010年1月1日元旦遊行，中環遮打道，香港人網街站。

自1月30日起至5月15日，一連十五集，每逢星期六晚，香港人網製作政治節目《五區公投》，邀請公民黨、社民連、政界、社運界、學界暨公民社會等支持者做嘉賓，鼓動公投風潮、創造普選時勢。

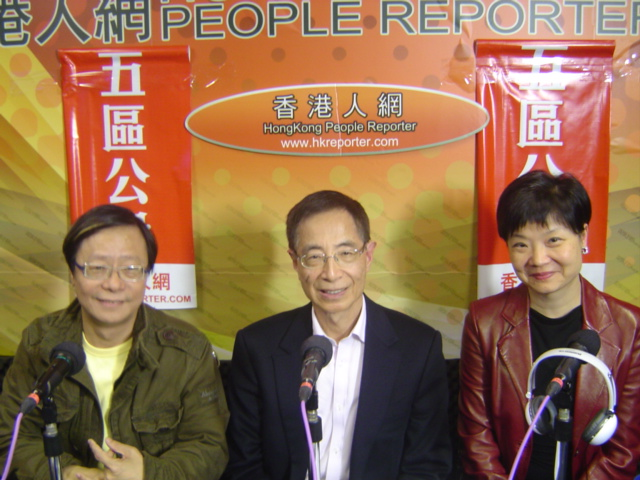
黃毓民、李柱銘、余若薇。《五區公投》第1集，香港人網，2010年1月30日。
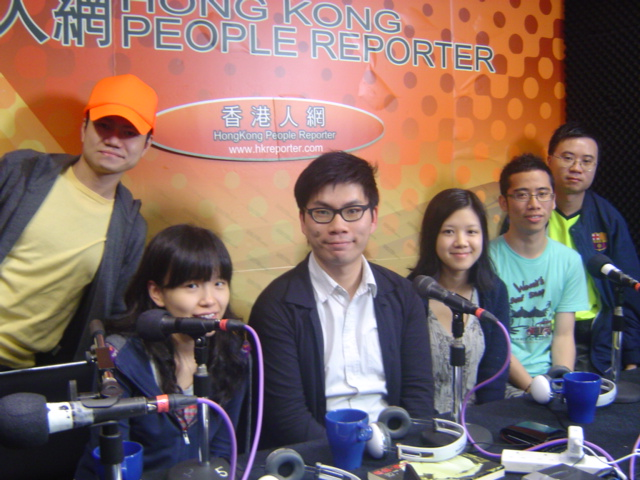
「大專2012」周澄、郭永健，嶺大學生會張彥子、何鴻興。《五區公投》第10集，香港人網，2010年4月10日。
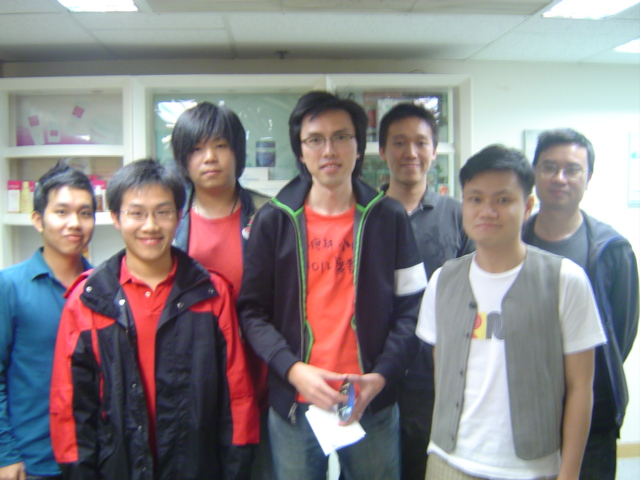
社民連行委吳文遠、容樂其、劉卓文、黃浩銘、姜靈彰。《五區公投》第12集，香港人網，2010年4月24日。

### 2010年狙擊民建聯商台節目《十八仝人愛落區》
2010年5月，民建聯購買商台深夜時段，合製節目《十八仝人愛落區》。林雨陽、前商台主持慢必陳志全、中大學生會周澄等在《香港人網》主持十六集節目《一切從錢銀出發 （页面存档备份，存于）》，直播一眾攻黨與社運人士「馬草泥」任亮憲、歐陽英傑、范國威、莫乃光、「長毛」梁國雄等狙擊民建聯節目之現況。5月底，社民連少女嚴敏華追擊指罵呂智偉的六四立場，被指恐嚇而遭警方扣查5小時才獲准保釋，輿論嘩然。林雨陽出外境拍攝，親身邀請呂智偉出席《一切從錢銀出發》一起辯論六四與政改，聲援嚴敏華。

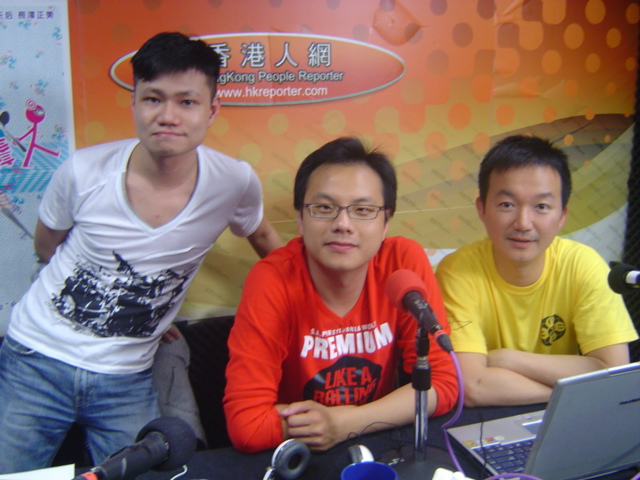
林雨陽、「馬草泥」任亮憲、「慢必」陳志全：《一切從錢銀出發》，第二集，香港人網，2010年5月15日零晨。
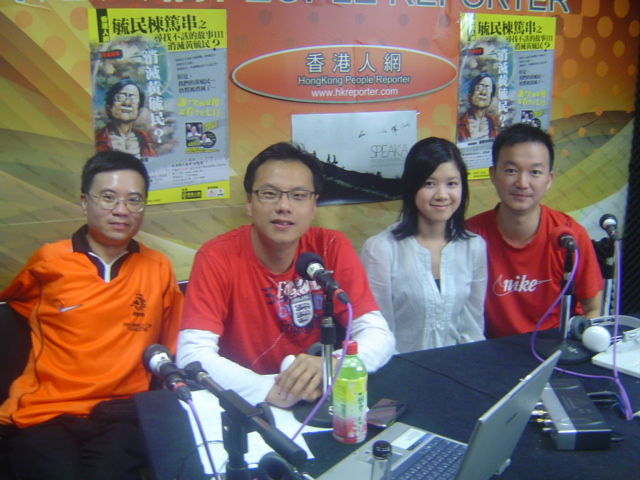
靳民知、「馬草泥」任亮憲、周澄、「慢必」陳志全：《一切從錢銀出發》，第七集，香港人網，2010年6月19日零晨。
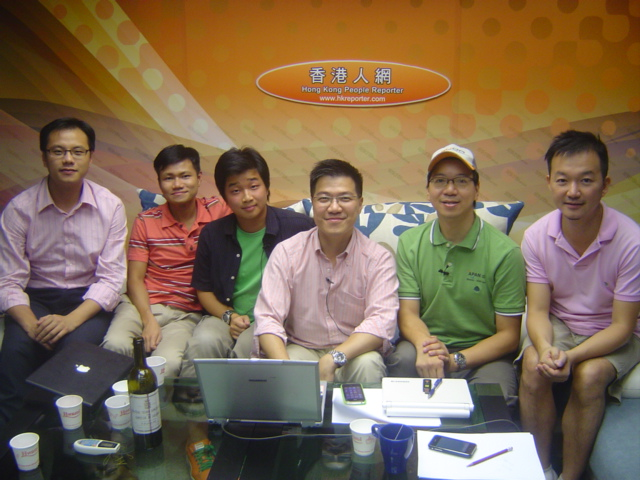
林雨陽、陳志全、任亮憲、胡栢倫、范國威、莫乃光：《一切從錢銀出發》，第十六集（完結），香港人網，2010年8月21日零晨。

### 2010年－2012年：狙擊民主黨

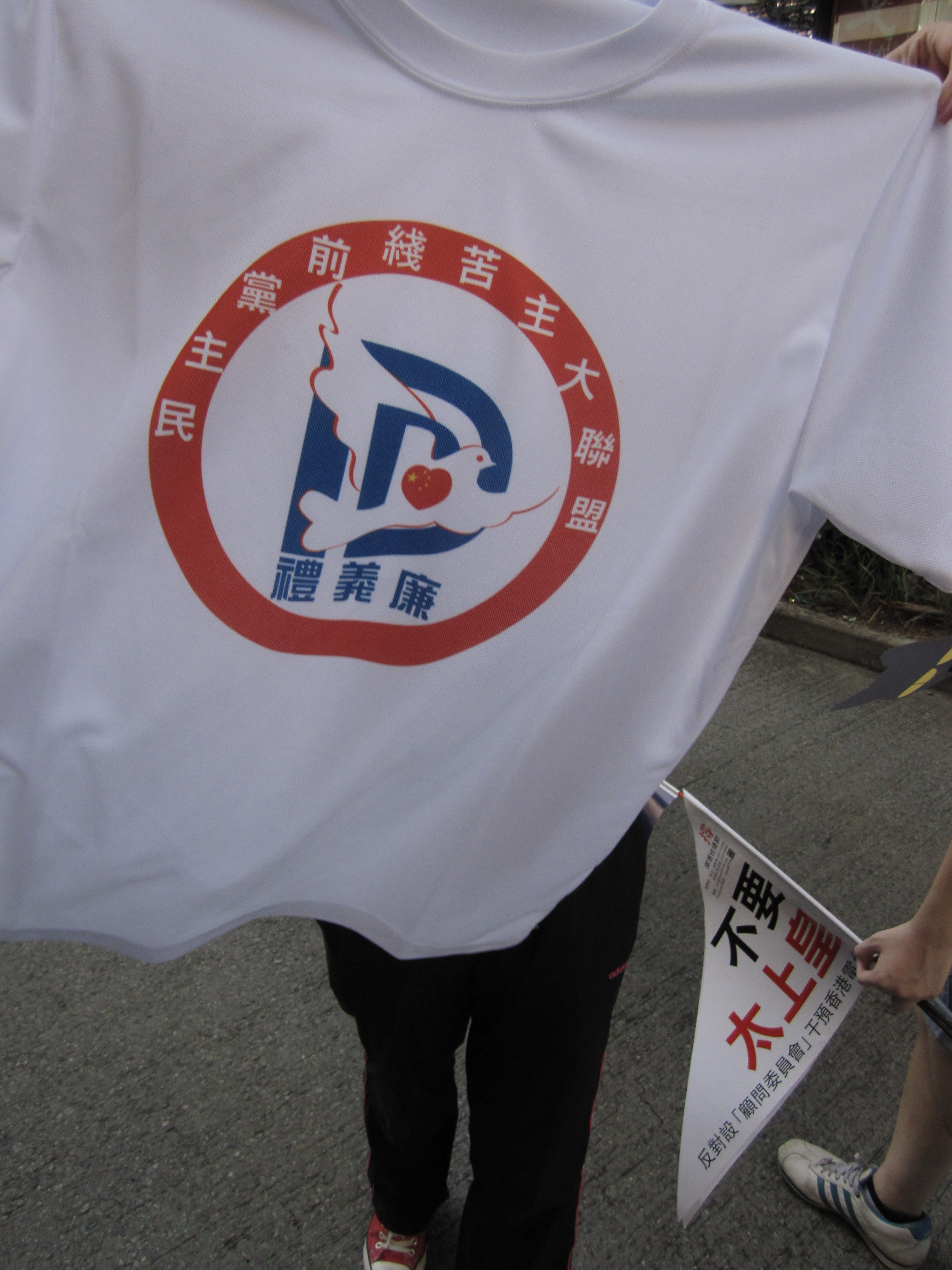
「民主黨前綫苦主大聯盟」Ｔ裇。

#### 2010年七一遊行
2010年6月24日，在政府接納民主黨區議會方案後，民主黨八名立法會議員投票支持通過「政改方案」，連同獨立李國麟及民協馮檢基，政改以46票支持高票通過，惹起激進民主派支持者極度不滿。香港人網與「民主黨前綫苦主大聯盟」合作，在2010年7月1日於七一遊行沿線共同建立街站，追究民主黨通過「政改方案」的責任，聲討民主黨。民主黨遊行隊伍經過香港人網修頓街站，「慢必」陳志全帶領群眾嗌口號嘲諷民主黨：「堅定可信民主黨，關鍵時候賣香港！爭取民主二十年，一鋪變左民建聯！」結果，七一當日「民主黨前綫苦主大聯盟」籌款數目更勝民主黨。晚上，社運人陳巧文等通宵留守舊政府總部，香港人網成員帶來千支魔鬼喇叭，分發給留守政府總部的市民，有人唱歌、跳舞和打鼓，以壯聲勢。

#### 少理民主黨集會
2010年7月11日，與「民主黨前綫苦主大聯盟」合作，在旺角西洋菜街發動「少理民主黨」集會，激烈批判民主黨通過政改方案。這一連串活動是「票債票償」運動的先聲，催生了後來的選民力量與人民力量兩個進步民主派政治組織。

2010年7月1日，七一遊行
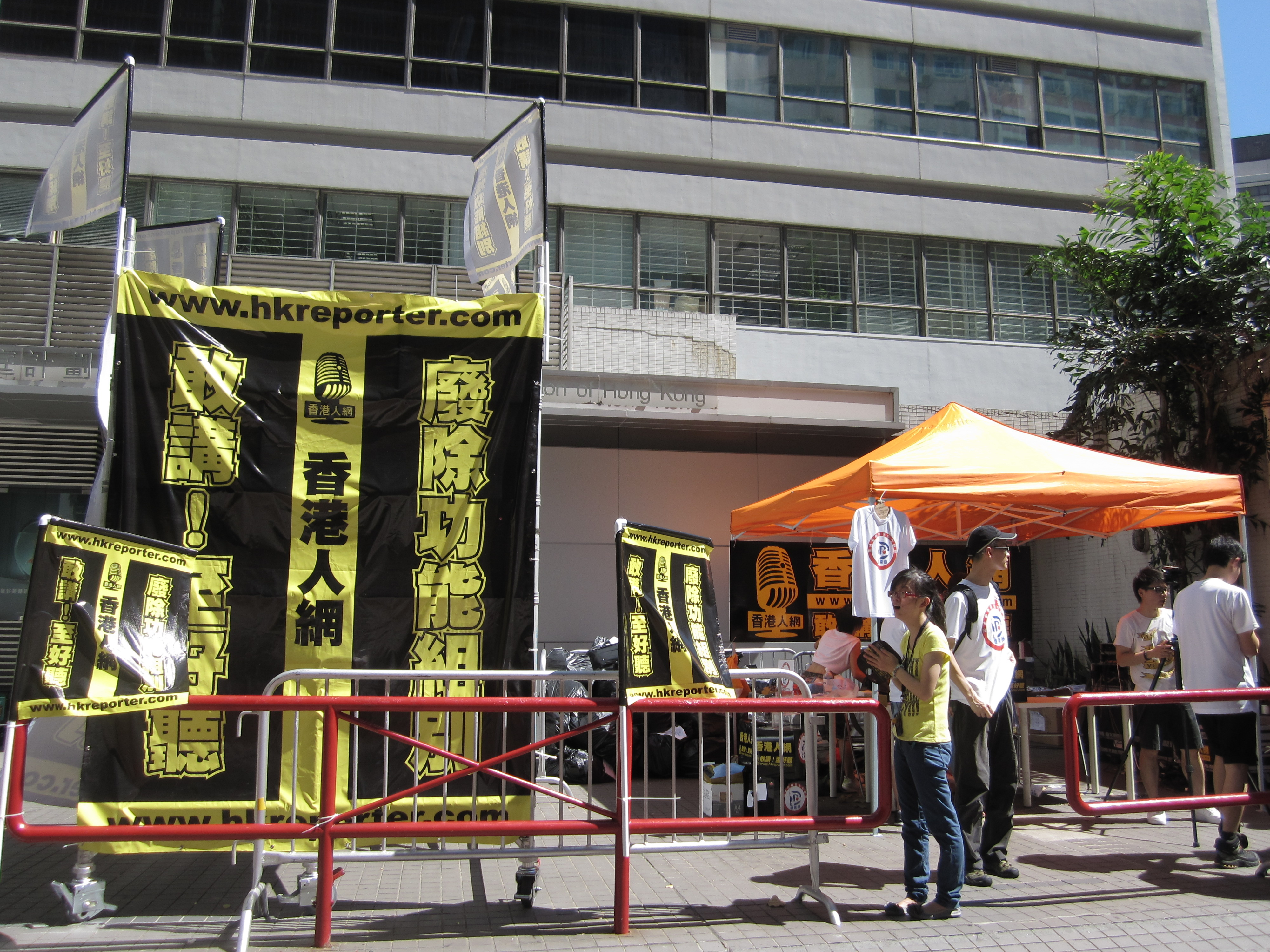
2010年七一，灣仔修頓。香港人網全力支持「民主黨前綫苦主大聯盟」活動，建立聯合街站。
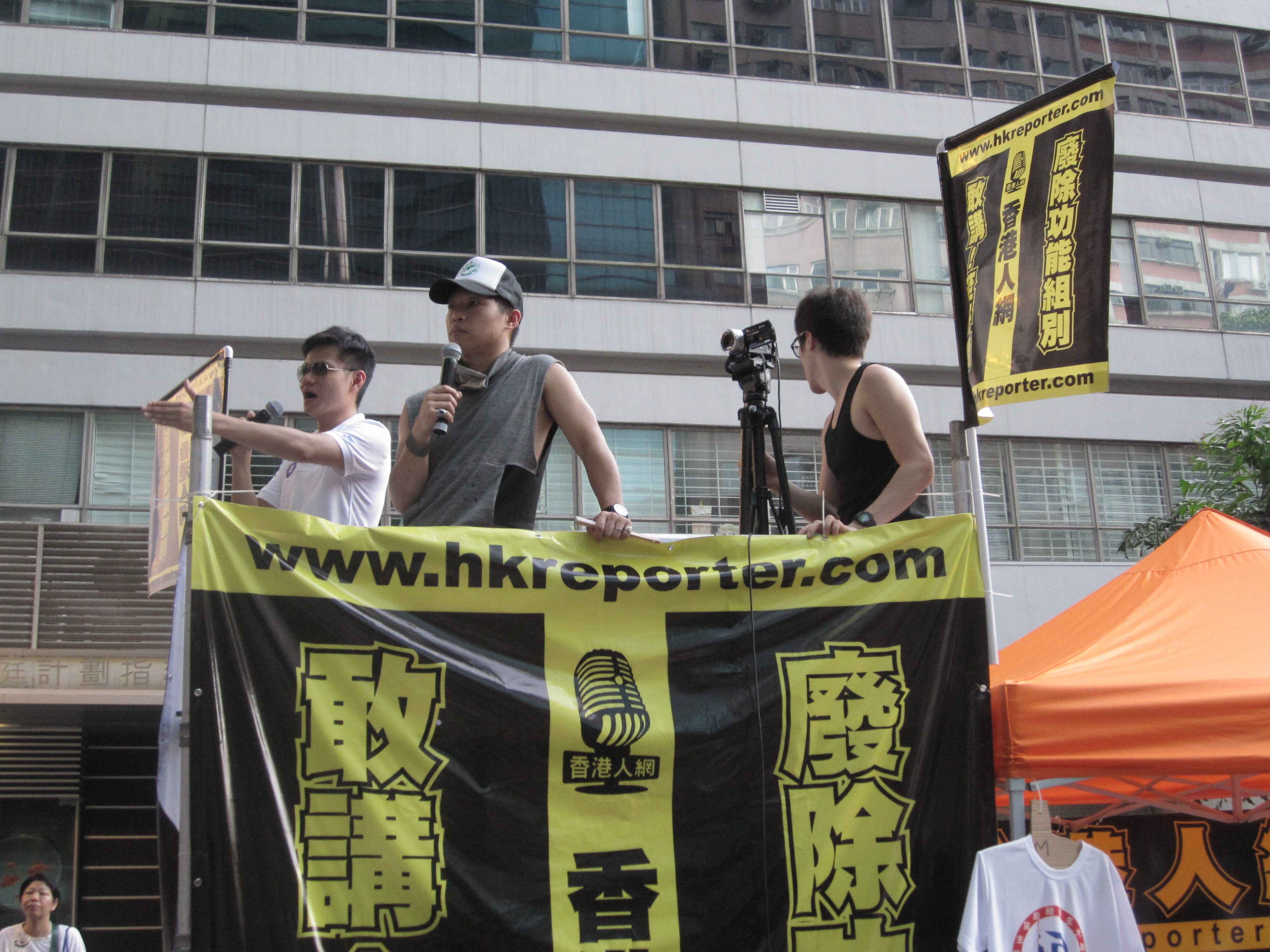
香港人網年輕主持現場發言。「林公子」林雨陽，「星屑醫生」歐陽英傑。2010年七一，灣仔修頓。

2010年7月11日，「少理民主黨」集會
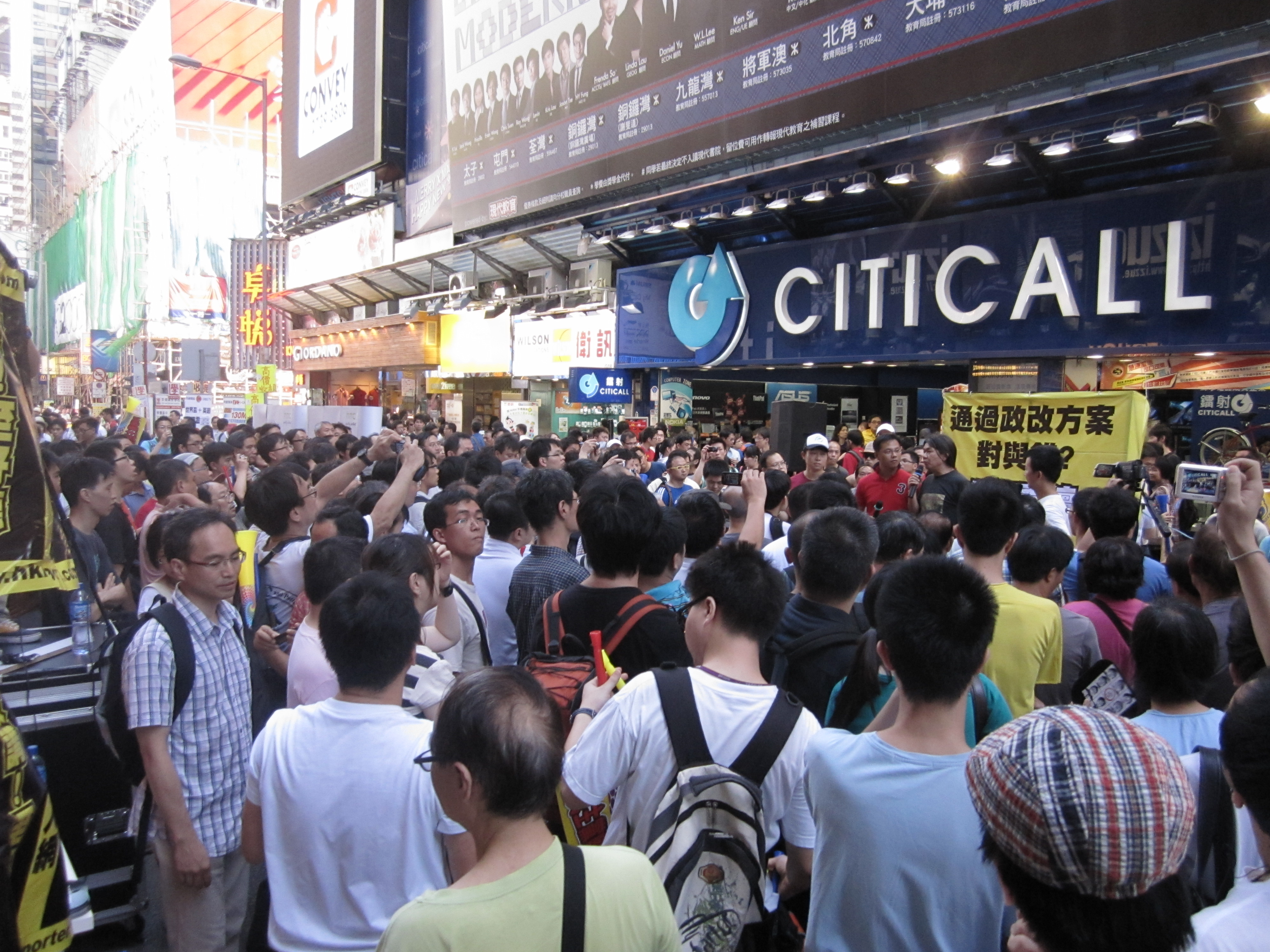
香港人網與「民主黨前綫苦主大聯盟」舉辦街頭論壇：「民主黨通過政改方案，對與錯？」。2010年7月11日，旺角西洋菜街。
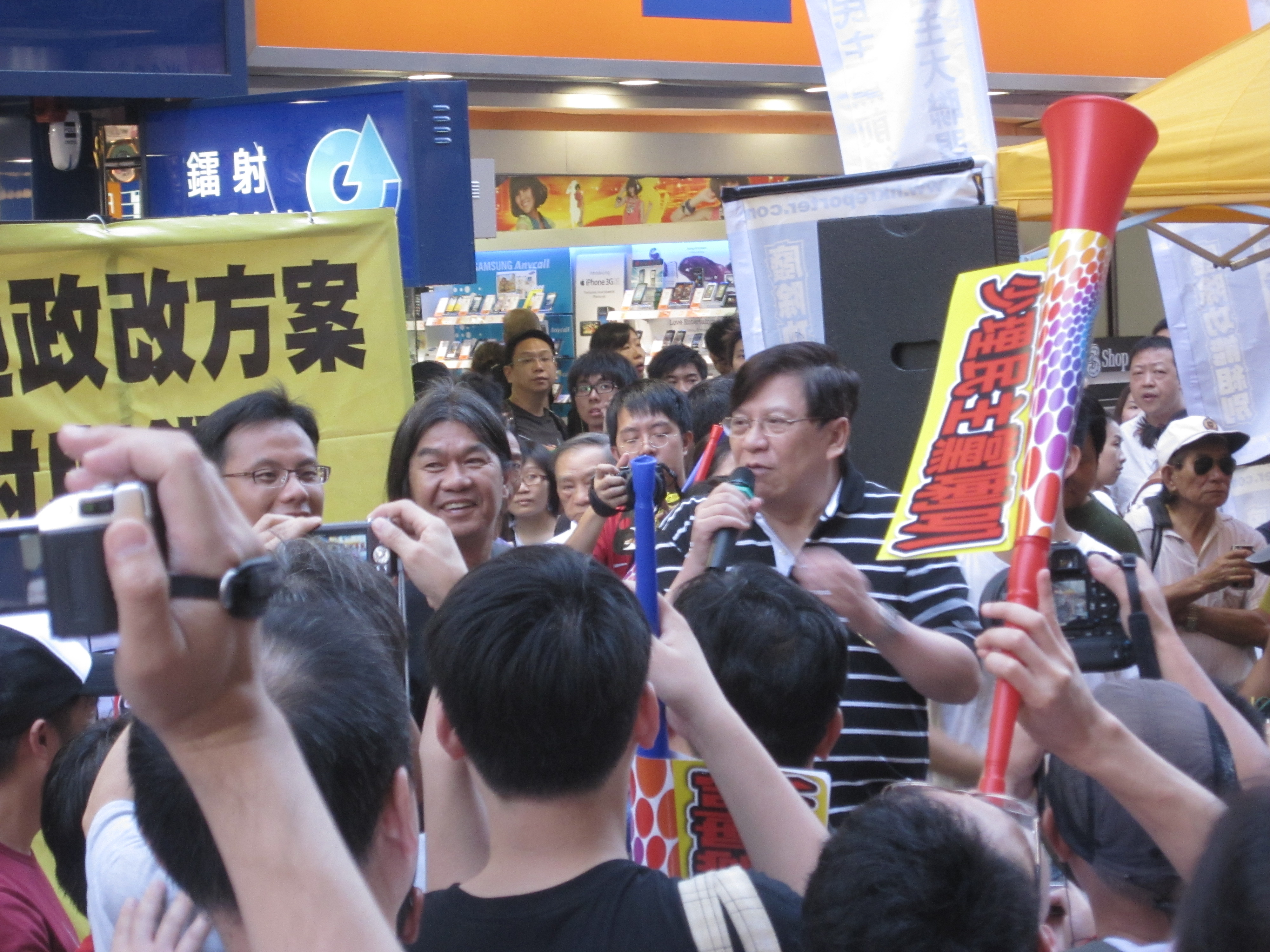
香港人網創辦人蕭若元、社民連「長毛」梁國雄、「維園阿哥」任亮憲，一同聲討民主黨。2010年7月11日，旺角西洋菜街。
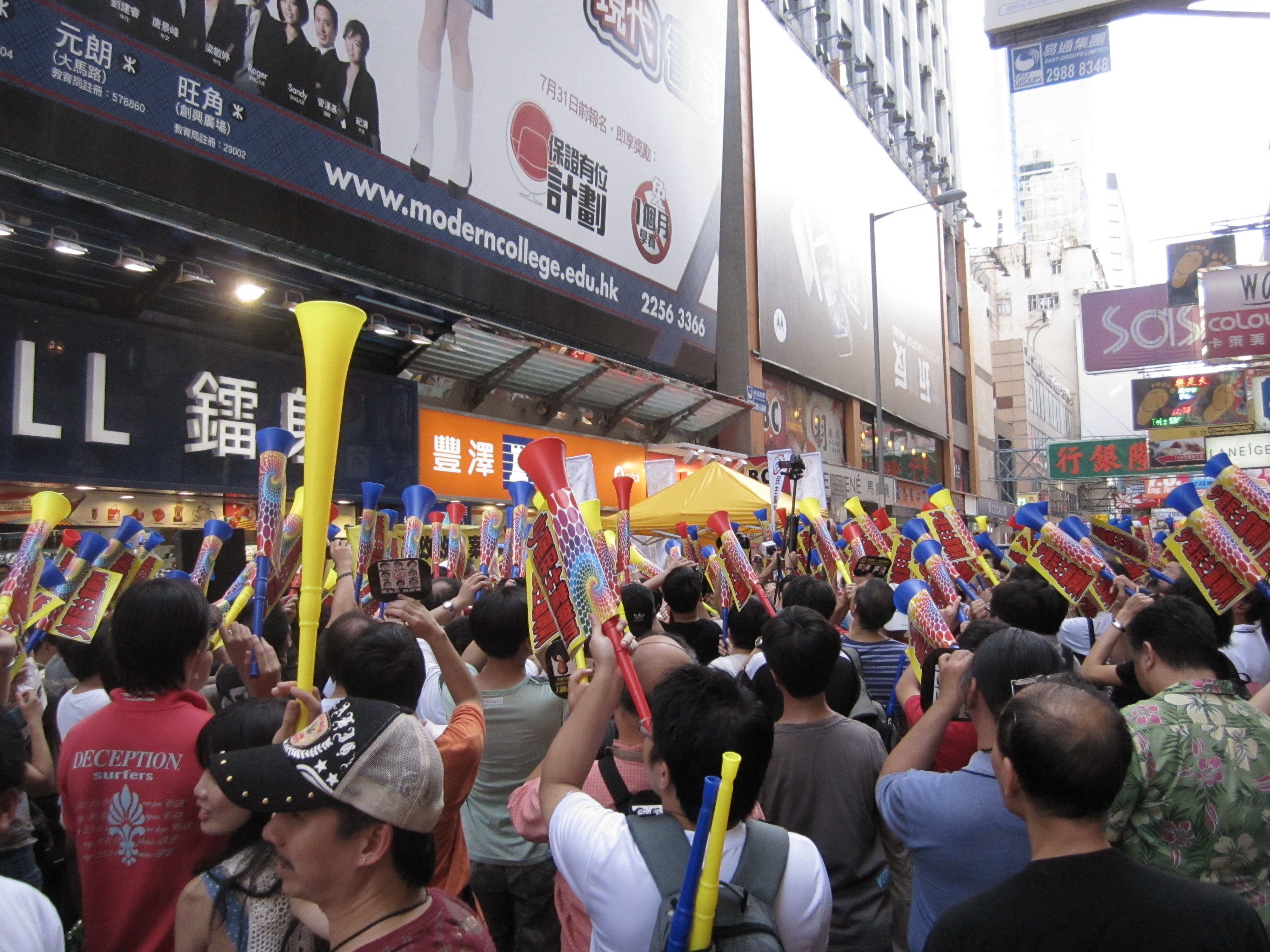
派發「少理民主黨」Vuvuzela。2010年7月11日，旺角西洋菜街。
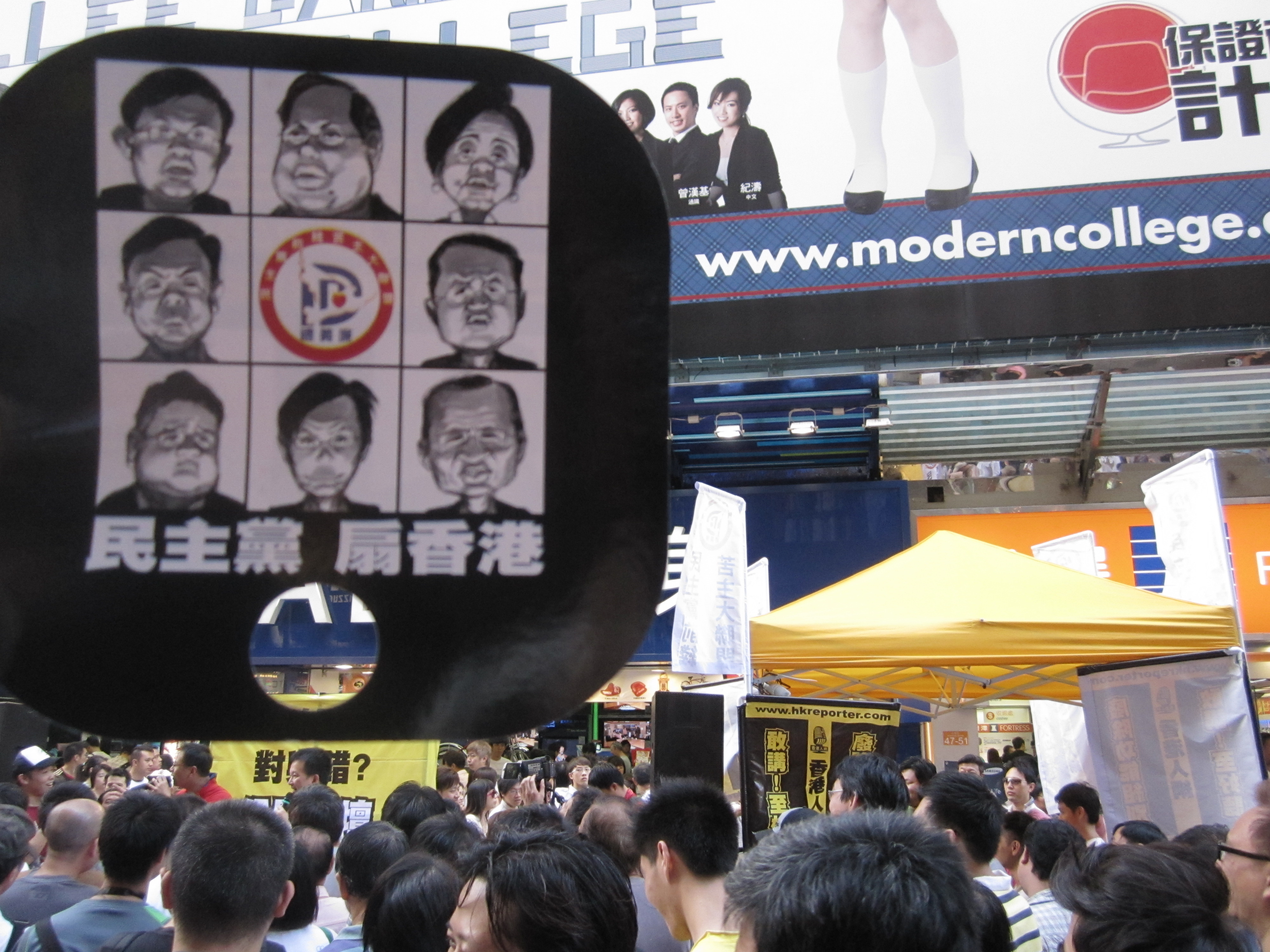
「民主黨苦主大聯盟」派發紙扇，其上印著「民主黨，扇香港」。2010年7月11日，旺角西洋菜街。
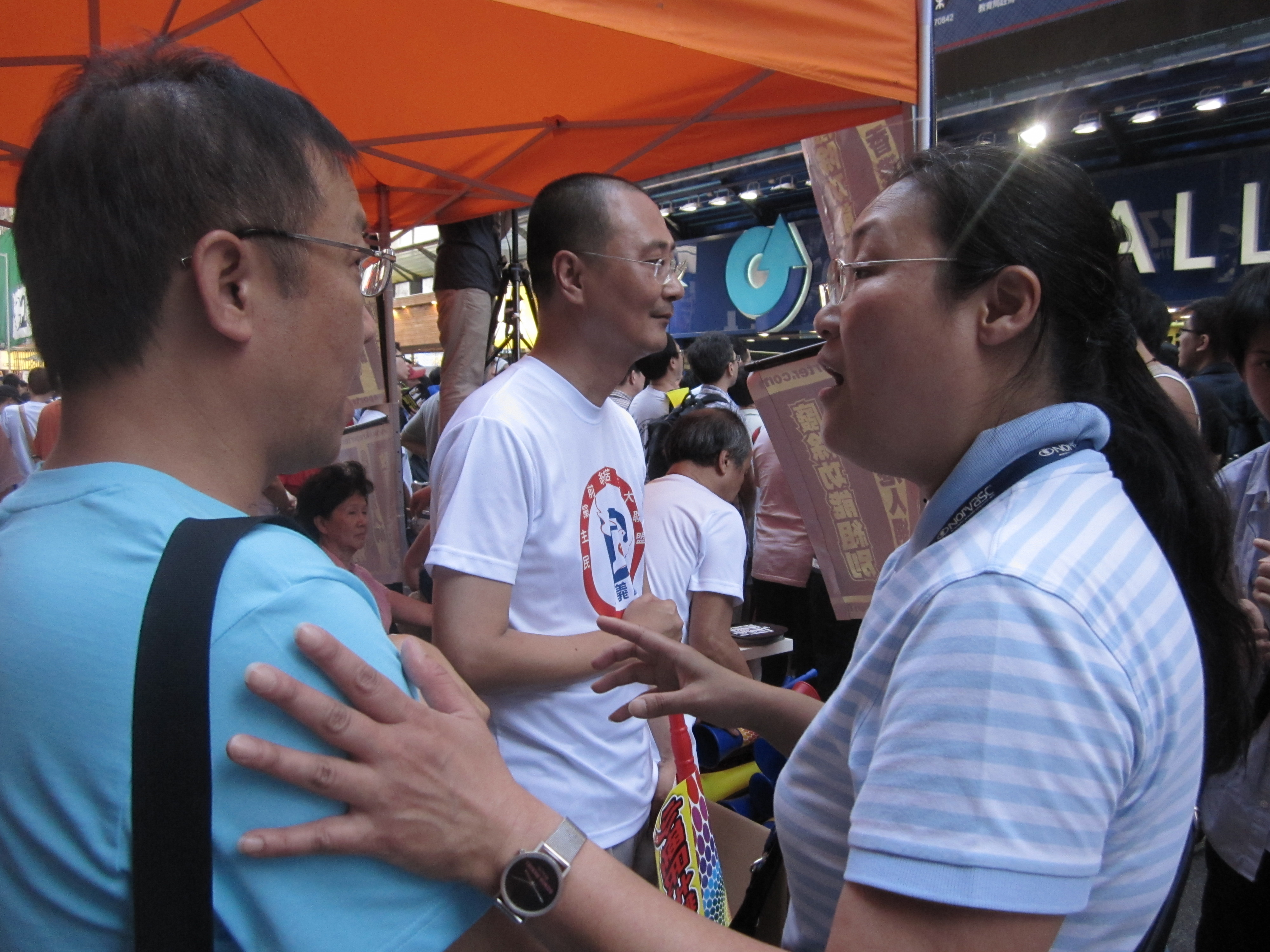
前綫執委唐小蘭，參加香港人網與民主黨前綫苦主大聯盟的活動，聲言追究民主黨與劉慧卿的罪責。
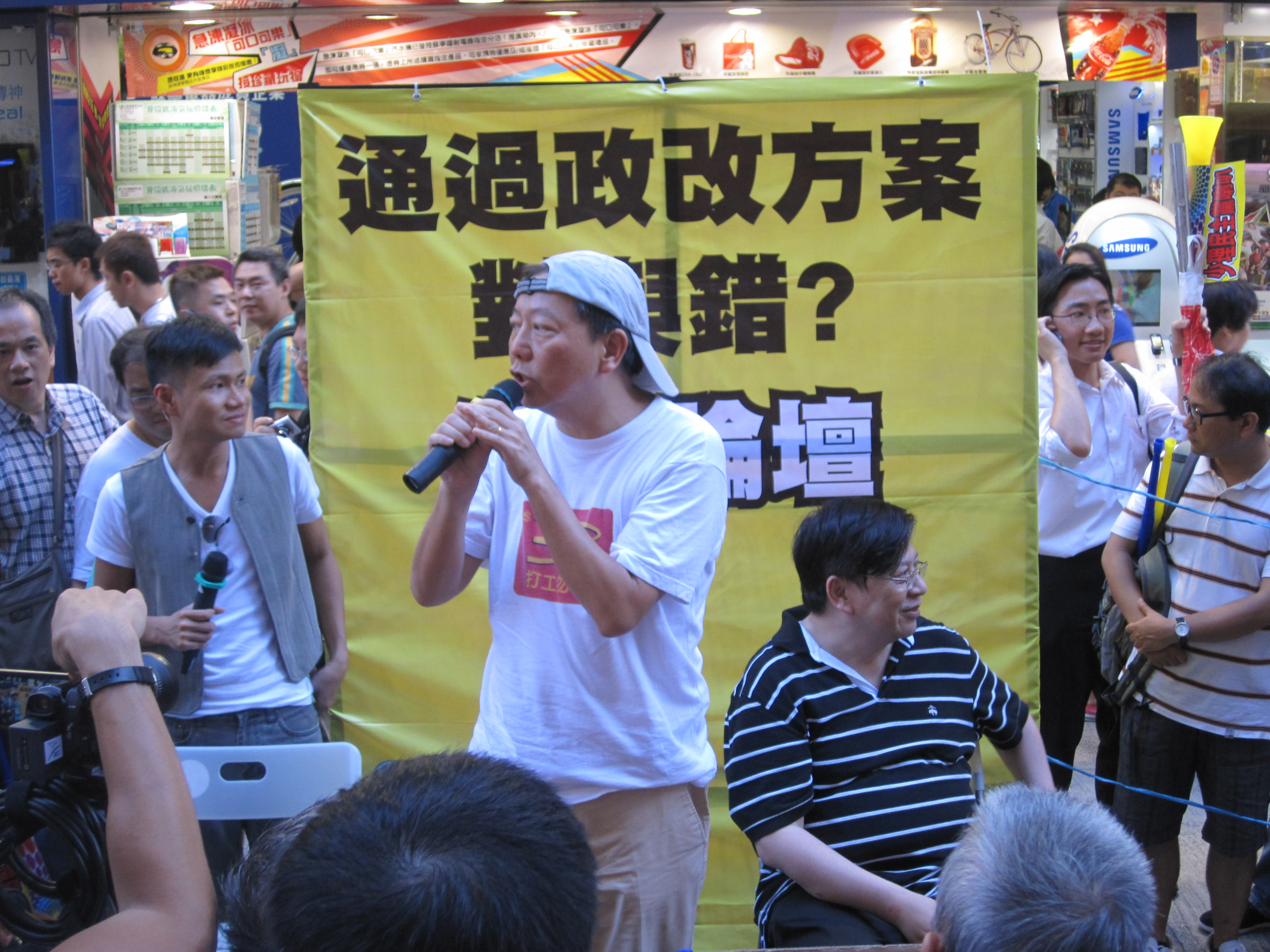
李卓人代表終極普選聯盟，接受大眾質詢，質問他何以仍然視民主黨為盟友。2010年7月11日，旺角西洋菜街。

### 2011年、12年七一遊行
- 2010年9月，香港人網一班年輕主持「林公子」林雨陽、Erica 袁彌明、「慢必」陳志全、「星屑醫生」歐陽英傑、「劉嗡」劉嘉鴻成立選民力量，高舉「票債票償」口號，追究民主黨政改責任。2011年1月底，黃毓民、陳偉業退出社民連，宣告與選民力量合組人民力量，決定2011年底區議會狙擊民主黨。從此，香港人網從支持社民連，轉移支持人民力量。
- 2011年七一遊行，香港人網與選民力量合作建立灣仔修頓街站，宣傳「票債票償」運動。支持者集結於灣仔修頓街站，聲勢浩大，直到入夜由人民力量領頭再次出發，聲言包圍禮賓府，中途被警方攔阻，結果引致上千人通宵霸佔中環、人民力量138人被捕。詳見：人民力量#2011年七一遊行非法集結。
- 2012年七一遊行，其時香港人網創辦人蕭若元已經決定跟人民力量組隊競逐立法會選舉港島區議席。[69]香港人網在灣仔修頓街站擠逼到水洩不通，蕭若元發表講話，更加是萬人空巷。其時，人民力量氣勢一時無量。然而，蕭若元在人民力量的影響力亦與日俱增，直逼黃毓民。人力港島團島人力主席劉嘉鴻被坊間笑為「路人甲」，光芒盡被蕭若元掩蓋。[70]香港人網從人民力量成立之初就全力支持，坊間幾視兩個組織名二實一，不能分辨。這些情況，黃毓民不能認同。2012年9月立法會選舉過後，黃毓民的MyRadio徹底離開香港人網，重建為黃毓民「普羅政治學苑」的官方網台，加速脫離香港人網與蕭若元的影響。

### 驚蟄打小人
- 2011年3月6日，泛民主派為財政預算案遊行示威。時逢驚蟄，香港人網 CEO「慢必」陳志全決定乘時在遮打行人專用區集會「打小人」，表達對財政司長曾俊華之不滿。其時剛剛成立的選民力量、人民力量全面支持「回水一萬」，[71][72]響應參與打小人。[73]
- 2012年3月4日，香港人網、人民力量在遮打花園合辦驚蟄打小人，向財政案表達不滿，超過四千人出席，聲言要列入健力士世界紀錄。[74]又邀請了「基督路小教會」唱頌詛咒詩，批評曾俊華、李嘉誠、唐英年、梁振英、何俊仁、曾蔭權，成為一時佳話。[75]
- 2013年3月3日，香港人網、人民力量、民主倒梁力量合辦驚蟄打小人，分別在長江中心、國金二期、政總門常開、添馬公園舉行打小人、喊驚儀式。[76]

### 2011年、12年、13年維園花市
- 2011年1月底至2月初，兔年維園花市，香港人網投了攤檔，暨跟一元製作室宣傳電影，也與選民力量合作，宣揚民主黨的惡行，售賣醜化劉慧卿的「民主女神棍」與「卿姑七友」。[77]其時，黃毓民、陳偉業等才剛剛在1月23日宣佈退出社民連，公佈將與選民力量合組人民力量，但仍未實行。
- 2012年1月中起，龍年維園花市，香港人網與人民力量合作。香港人網印製「特首魚蝦蟹」遊戲，嘲諷何俊仁、葉劉淑儀、范徐麗泰等等盛傳將要參加「小圈子」特首選舉的政界人物。[78][79]
- 2013年：此時，黃毓民的MyRadio早於2012年10月搬離香港人網獨立，香港人網前僱員黃洋達，在敗選後直言不支持人力，並建立網台熱血時報，跟香港人網競爭。2013年2月初，香港人網繼續與人民力量合作擺設維園花市攤位。黃毓民的普羅政治學苑轉而跟黃洋達的熱血公民、熱血時報合作令設維園花市攤位。此刻，已經隱伏了蕭若元與黃毓民決裂的端倪，而黃毓民與人民力量的分歧亦日益明顯。這此是香港人網最後一次年宵攤位。一個多月後，蕭若元宣佈結束香港人網。2013年6月，蕭若元建立新網台「謎米香港」，不再跟任何政黨合作。謎米香港不再參加七一遊行、元旦遊行、財政預算打小人等一切社會運動。不過，2014年2月，謎米香港與一元製作室合作在維園年宵檔攤宣佈電影，也同時與人民力量一齊開站（黃毓民已退出人民力量），是唯一一次跟政黨合作。2015年，謎米香港沒有投維園攤檔。

## 主持

### 結束前
| 姓名                    | 簡介 | 結束前主持節目 |
| ----------------------- | --- | --- |
| 蕭若元（老蕭）          | 資深傳媒人及著名劇作家， 曾為新城電台《平息你的風波》、香港人民廣播電台《風蕭蕭》、《蕭鼓聲中》擔任主持 | 風也蕭蕭（已完結） 蕭鼓聲中（已完結） 湖海蕭遙錄（已完結） 問乾坤（已完結） 五區公投選情直擊（已完結）                                       |
| 譚志強（阿譚/譚博）     | 香港電台、鳳凰衛視、澳門電視台評論員及主持人，香港記者協會前主席                                        | 譚天說地（已完結）（易名《黨國笑譚》於花生台播放） 五區公投選情直擊（已完結）                                                                |
| 林雨陽（雨陽/Rainsun）  | 前公民黨黨員，曾經於香港商業電台、溫哥華華僑之聲主持電台節目                                            | 五個一夜情（改於memehk.com播放） 網想最大黨（改於ppstation.hk播放） 一切從錢銀出發 (已完結) 五區公投(已完結) 五區公投選情直擊 (已完結)       |
| 靳民知（阿靳/蚊之）     | 國際設計家靳埭強獨子、前選民力量秘書長、前香港人網全職資料搜集工                                        | 風也蕭蕭(已離任) 網想最大黨(已離任) 爆足90分（已完結） 波政不分（已完結） 蕭鼓聲中（已完結） 湖海蕭遙錄（已完結） 五區公投（已完結）         |
| 梁偉(阿偉/偉仔)         | | 風也蕭蕭(已離任) 譚天說地（改於memehk.com播放） 湖海蕭遙錄(已完結)                                                                           |
| 陳志全(慢必)            | 前商業電台和新城電台DJ，立法會議員、人民力量副主席                                                      | 風也蕭蕭(已離任) 譚天說地(已離任) 網想最大黨（改於memehk.com播放） 一切從錢銀出發(已完結) 五區公投選情直擊(已完結)                           |
| 譚得志 (快必)           | 前商業電台和新城電台DJ                                                                                  | 天外有天（改於memehk.com播放） |
| 歐陽英傑 (星屑醫生)     | 私人執業醫生、人民力量執委                                                                              | 網想最大黨（改於memehk.com播放） 城市再論壇(改於MyRadio播放)                                                                                 |
| 劉嘉鴻 (劉嗡)           | 人民力量前主席                                                                                          | 風也蕭蕭(已離任) 網想最大黨（改於memehk.com播放） 城市再論壇(改於MyRadio播放) 蕭鼓聲中(已完結) 湖海蕭遙錄(已完結) 隨意門(改於memehk.com播放) |
| 袁彌明(Erica)           | 香港女藝人及政治評論員、人民力量主席                                                                    | 網想最大黨（已完結） 大娛樂家(已離任) |
| 陳偉業(大嚿)            | 香港立法會議員、前社會民主連線成員、前荃灣區議會（麗興選區）議員、人民力量成員                          | 依舊敢講（已完結） 毓民踩場(改於MyRadio播放)                                                                                                 |
| 一樹                    | 第一屆DJ訓練班畢業學員                                                                                  | 風也蕭蕭（已完結） 蕭鼓聲中(已完結) |
| 梁永祥(白戶則道/白戶)   | 群益證券(香港)高級營業經理、香港證監會持牌人仕                                                          | 股戰場（已完結） 翻本兄弟（已完結） 智取太平山(已完結) 有Q仔無窮人(已完結) 收市你點睇(已完結)                                                |
| Micheal Lu(小米)        | | 翻本兄弟（已完結） 皇上有話兒(已完結) 智取太平山(已完結) 有Q仔無窮人(已完結)                                                                 |
| 許文昌(文昌)            | 財經傳媒工作者                                                                                          | 股掌之中（已完結） 皇上有話兒(已完結) 理財.你財(已完結)                                                                                      |
| 阿牛(江正文)            | 餐飲企業執行董事                                                                                        | 股掌之中（已完結） |
| 李韻儀(Sonjia)          | 時富金融資產管理策略師                                                                                  | 股掌之中（已完結） 理財.你財(已完結) |
| 陳鳳珠(Ellie)           | 申銀萬國研究(香港)高級分析員                                                                            | 股戰場（已完結） |
| 吳小野(黎競天)(Raphael) | 上司公司秘書、會計師、香港數碼台長黎則奮之子                                                            | 股戰場（已完結） 股掌之中（已完結） |
| 沈振盈(沈大師)          | 訊匯證券行政總裁、香港證監會持牌人仕                                                                    | 錢錢錢打到嚟(改於Ragazine.com播放) 康理財(已完結)                                                                                            |
| 高輝 (蔡佑徽)           | 華富嘉洛投資策略師                                                                                      | 錢錢錢打到嚟(改於Ragazine.com播放) 股戰場(已離任)                                                                                            |
| 小兵                    | 資深網台主持                                                                                            | 錢錢錢打到嚟(改於Ragazine.com播放) 股戰場(已離任)                                                                                            |
| Eddie Chow (Eddie)      | | 宏觀經濟（已完結） 錢錢錢打到嚟(已離任) 蕭鼓聲中(已完結) 收市你點睇(已完結) 股壇之聲(已完結)                                                 |
| 雷志海(John)            | | 宏觀經濟(改於memehk.com播放) |
| Matthew                 | | 理財‧你財(已完結) 金利豐午間財經通訊(已完結) 康理財(已完結) 收市你點睇(已完結)                                                               |
| 歷蘇                    | | 國情燊知(已完結) 五個一夜情（改於memehk.com播放）                                                                                            |
| Neith                   | | 五個一夜情（改於memehk.com播放） |
| 潘紹聰(Edmond)          | 香港著名靈異電台節目主持、新城知訊台節目主持                                                            | 恐怖在線(改於www.edmondpoon.com播放) |
| 潘小文                  | 香港娛樂雜誌記者                                                                                        | 譚天說地(已離任) 大娛樂家(已完結) 圈中圈中人(已完結)                                                                                         |
| Dicky                   | 第一屆DJ訓練班畢業學員                                                                                  | Dick確音樂(已完結) 波政不分(已完結) 流行普選(已完結) 足你好運(已完結)                                                                        |
| 肥蘇                    | 第一屆DJ訓練班畢業學員                                                                                  | 爆足90分(已完結) 波政不分(已完結) 足你好運(已完結)                                                                                           |
| Elaine                  | | 五個一夜情（改於memehk.com播放） |
| 林紀陶 (紀陶)           | 著名編劇、漫畫作者、動畫編導                                                                            | 大把戲(改於memehk.com播放) 神秘之夜(改於myradio.hk播放)                                                                                      |
| 胡耀輝 (Mark)           | 曾任電影監製及新城電台節目監製                                                                          | 大把戲(改於memehk.com播放) |
| Albert                  | | 大把戲(改於memehk.com播放) |
| 謝拉                    | 香港人網第二期DJ訓練班畢業學員                                                                          | 粵港越過界(已完結) |
| C子                     | | 粵港越過界(已完結) |
| PamPam                  | | 粵港越過界(已完結) |

### 已離任
| 姓名                   | 簡介 | 曾主持節目 |
| ---------------------- | --- | --- |
| 黃毓民(毓民/老幫主)    | 時事評論員、香港立法會議員、社會民主連線創黨主席、人民力量前執委 | 毓民踩場(改於myradio.hk播放)                                                                                                 |
| 黎則奮(Q仔)            | 資深傳媒人、時事評論員、前資本雜誌總編、財經日報主編及七一電台創辦人 智取太平山 | 智取太平山(已完結) 有Q仔無窮人(已完結)                                                                                       |
| 梁錦祥(台長/祥哥)      | OurTV台長、OurRadio台長、MyRadio創台台長、資深媒體人 、前癲狗日報總編、 前香港人民廣播電台副台長(註冊社團副主席) | 毓民踩場(改於myradio.hk播放) 問乾坤(已完結)                                                                                  |
| 任亮憲(馬草泥)         | 有「維園阿哥」之稱，傲明集團聯席董事，前社會民主連線成員、人民力量前執委 | 網想最大黨(已離任) 毓民踩場(改於myradio播放) 城市再論壇(改於myradio播放)(已完結) 智取太平山(暫代主持) 一切從錢銀出發(已完結) |
| 陶君行(阿陶)           | 社會民主連線行政委員、黃大仙區前區議員 | 譚天說地(已離任) 賤男手記(已完結)                                                                                            |
| 季詩傑(阿季)           | 香港大律師、曾出任社會民主連線秘書長、曾出任灣仔民政事務署職員、經濟發展及勞工局助理秘書長和衛生福利及食物局公務員等 | 智取太平山(已完結) 譚天說地(已離任)                                                                                          |
| 陳維新(Simon)          | 香港人網第一屆DJ訓練班畢業學員 | 錢錢錢打到嚟(改於Ragazine.com.hk播放) 智取太平山(已完結) 毓民踩場(改於myradio.hk播放)                                        |
| 周澄                   | 大專2012成員，前學聯秘書長，支聯會青年組組員 | 城市再論壇(改於MyRadio播放) 一切從錢銀出發(已完結)                                                                           |
| 于飛                   | | 通識園(已完結) |
| 吳家順(Thomas)         | 華富嘉洛證券投資策略師 | 股戰場(已完結) |
| 黃偉康(Andrew)         | 前敦沛證券董事總經理、前華富嘉洛證券營業董事 | 錢錢錢打到嚟(改於Ragazine.com.hk播放) 康理財(已完結)                                                                         |
| Carmen                 | | 康理財(已完結) 期貨一丁(已完結)                                                                                              |
| 漁翁                   | | 有Q仔無窮人(已完結) |
| 康仔                   | | 有Q仔無窮人(已完結) |
| Jobie                  | 香港人網第二期DJ訓練班畢業學員 | 食得精彩(已完結) |
| Mac Lo(麥撈)           | | 80後升呢(已完結) |
| 劉cow                  | | 80後升呢(已完結) |
| YoYo                   | | 80後升呢(已完結) |
| Chloe                  | | 80後升呢(已完結) |
| 羅健熙                 | 南區區議員、民主黨主席 | 廢除功能組別(已完結) |
| Michael Mo             | | 廢除功能組別(已完結) |
| 阿威                   | | 恐怖在線(改於www.edmondpoon.com播放)                                                                                         |
| Walter                 | | 恐怖在線(改於www.edmondpoon.com播放)                                                                                         |
| 簡信回師傅             | 警長，業餘茅山道長 | 恐怖在線(改於www.edmondpoon.com播放)                                                                                         |
| Alice Lu (Alice)       | | 錢錢錢打到嚟(改於www.ragazine.com.hk播放)                                                                                    |
| 甄穎珊(Carisa)         | 香港女子組合Freeze成員 | FREEZE新地帶(已完結) 玄學123(已完結)                                                                                         |
| 石詠莉(Sukie)          | 香港女子組合Freeze成員 | FREEZE新地帶(已完結) |
| 朱文俊(Gary)           | 資深傳媒人、資深雪茄客、飲食、酒類及雪茄專欄作者 | 今朝有酒(已完結) |
| 曾健成(阿牛)           | 香港東區前區議員、社會民主連線成員 | 毓民踩場(改於myradio播放) 民間台頻道(已完結)                                                                                 |
| 何民傑                 | 香港西貢區區議員、107動力成員 | 譚天說地(已完結) 自由搏擊(已完結)                                                                                            |
| 馬·皮雅斯(Matt Pearce) | 社會民主連線成員、國際行動(International Action)成員 | 毓民踩場(改於myradio播放) |
| 李穎思(Angel)          | 情緒治療師、民間電台常任節目主持 | 五個一夜情(改於memehk.com播放) 毓民踩場(改於myradio播放) 氣功漫談(已完結)                                                    |
| 杜耀明                 | 浸會大學新聞系助理教授、浸會大學教職員工會主席及七一電台創辦人 | 智取太平山(已完結)(七一電台版)                                                                                               |
| 麥洛新 (麥記)          | 1986年香港十大傑出青年及七一電台創辦人 | 智取太平山(已完結)(七一電台版)                                                                                               |
| 黃漢立                 | 氣功師傅、氣功書作者、曾任香港大學校外課程部講師 | 氣功漫談(已完結) |
| 丁世民(Simon)          | ADMIS高級副總裁、歐洲期貨交易所資深顧問、香港證監會持牌人 | 期貨一丁(已完結) |
| 王冠一                 | 亞洲(澳門)國際公開大學金融系教授、財經評論員、now財經台節目主持 | 財經頻道(已完結) |
| 鄧聲興(Kenny)          | 前任東泰證券研究部董事，現任泓福資產管理執行董事 | 股壇之聲(已完結) |
| 李愛詩(Elsie)          | 財經智珠網研究部總監 | 錢錢錢打到嚟(改於www.ragazine.com.hk播放)                                                                                    |
| 莊志豪(Eric)           | 致富證券資產投資部經理 | 志富政略(已完結) |
| 曾永堅(Jasper)         | 東美證券交易董事、群益證券(香港)研究部董事 | 曾係堅料(已完結) 收市你點睇(已完結)                                                                                          |
| 許浩男(浩男師兄)       | 灝天金融貴金屬副總裁 | 中環揸FIT人(已完結) |
| Gary Hui(IT Gary)      | 任資訊科技系統規劃 | 資訊科技頻道(已完結) |
| 何來                   | 《大嶼報》總監、香港本土行動成員、表演藝術創作人、民間電台常任節目主持 | 皇后頻道(已完結) |
| 梁德民(德民)           | 香港電台節目主持 | 梁德民頻道(已完結) |
| 楊煒煒                 | 彩虹行動執行幹事、香港女同盟會幹事 | 搞乜鬼同運(已完結) |
| 黎海                   | 曾為香港無綫電視演員、香港新城電台娛樂台節目主持及新城廣播劇團團長，後擔任香港公開大學李嘉誠專業進修學院課程經理 | 大把戲(改於www.memehk.com播放)                                                                                               |
| 李麗蕊(Sara)           | 曾為香港新城電台娛樂台節目主持和執行總監 | 瘋騷快活人(改於www.d100.hk播放)                                                                                              |
| 梁繼璋(Michael)        | 曾為香港電台第二台節目主持 | 瘋騷快活人(改於www.d100.hk播放)                                                                                              |
| Shawn                  | Uwants摔角版版主，資深摔角人 | 摔角頻道(已完結) |
| 暉                     | Uwants摔角買賣版版主 | 摔角頻道(已完結) |
| Ricky                  | 香港摔角迷會社會長，資深摔角人 | 摔角頻道(已完結) |
| Daniel                 | 為前香港人民廣播電台《網民打書釘》主持、書店東主 | 打書釘(已完結) |
| 楊國雄(Herny)          | 為前香港人民廣播電台《網民打書釘》主持、區議員助理 | 打書釘(已完結) |
| 彭偉新(Castor)         | 前新鴻基金融集團策略師，現任信達集團研究部董事 | 收市你點睇(已完結) |
| 鄧澤堂(Nick)           | 新鴻基金融集團策略師 | 收市你點睇(已完結) |
| 姚浩然(Patrick)        | 時富資產管理聯席董事 | 收市你點睇(已完結) |
| 王穎(Wing)             | 模特兒形象化妝創作人、廣告幕後製作人 | Lady First(已完結) 性急人在線(已完結)                                                                                        |
| 黃偉鴻(Stephen Wong)   | 美國應用心理學會（AIAP）亞洲區首位認可心理技術培訓師 、美國性學院（ACS）註冊性學家、英國專業催眠及心理治療協會註冊治療師（APHP）、香港教育學院兼任教學工作的研究生                                                                                    | 性急人在線(已完結) |
| 莫佩嫺(Rosa)           | 曾任香港大學學生會主席，議員辦事處幹事，曾為香港商業電台，NOW節目主持和於香港公開大學李嘉誠專業進修學院任教 | 旅遊學會(已完結) 足球頻道(已完結)                                                                                            |
| 刁民牛（游乃權）       | 推咪、龜公、皮條客 | 賤男手記(已完結) 北上頻道(已完結) 性急人在線(已完結)                                                                         |
| 傑斯仔                 | 香港商人 | 北上頻道(已完結) 足智多謀(已完結)                                                                                            |
| Meoow                  | 網上靈異小說作者；前新浪網節目主持 | 恐怖在線(改於www.edmondpoon.com播放)                                                                                         |
| 天翼                   | 風水玄學師傅 | 恐怖在線(改於www.edmondpoon.com播放)                                                                                         |
| 何秀蘭 (何ee)          | 公民起動召集人、立法會議員、前區議員 | 何ee頻道(已完結) |
| 麥國風                 | 前灣仔區區議員、前社會民主連線內務副主席 (行政)、財政，曾為香港立法會衞生服務界議員 | 勞永樂頻道(已完結) |
| 勞永樂                 | 衛生政策開拓者、前立法局議員 | 勞永樂頻道(已完結) |
| 傅玉堂                 | 氣功師傅 | 氣功漫談(已完結) |
| 梁震宇                 | 香港飲食天王(控股)有限公司董事總經理 | 三個絕頂的男人(已完結) |
| 張錦雄 (Ken仔)         | 香港彩虹執行幹事 | 今晚潮濕頻道(已完結) |
| 何故                   | 跨媒體創作人 | 人人英雄(已完結) 神秘之夜(已完結)                                                                                            |
| 司徒薇                 | 香港大學比較文學系助理教授 | 女人話事(已完結) |
| 俞若玫                 | 文字及文化工作者 | 女人話事(已完結) |
| 麥玲玲                 | 香港堪輿學家 | 玄學123(已完結) |
| 周偉雄 (Ray)           | 為前香港人民廣播電台《玄學天地》主持，現任葵青區議會葵盛東選區議員 | 玄學123(已完結) |
| 蕭定一 (阿一)          | 一元製作室有限公司創辦人、影視製作人、經理人 | 大把戲(已離任) 大娛樂家(已完結)                                                                                              |
| 李偉儀                 | 香港性學會會長、專欄作家、社會民主連線前副主席、前人民力量執委 | 皇上有話兒(已完結) |
| 梁國雄(長毛)           | 立法會議員、社會民主連線主席 | 風也蕭蕭(已離任) 波政不分(已完結) 蕭鼓聲中 (俱已離開)                                                                        |
| 李家豪 (家豪)          | 耀中社區書院社會科學系主任及國際傳媒研究中心總監，曾擔任多倫多第一台《一本政經》主持、加拿大皇后大學中加關係研究員及多倫多大學講師 | 八九點鐘的太陽(已完結) 家豪會客室(已完結) 智取太平山 (已離任) 問乾坤 (已完結) 五區公投選情直擊 (已完結)                      |
| 甄燊港                 | 為香港政治組織前綫成員，曾出任秘書長，現時為召集人。人民力量副主席 | 國情燊知(已完結) |
| 袁文傑                 | 1971年1月28日 無綫電視藝員訓練班第四期藝員進修班畢業的藝員和學員與及第二屆寶麗金卡拉OK模特兒大賽冠軍的三甲得主，現為香港無綫電視男藝員、前香港電訊盈科旗下Now寬頻電視、香港有線電視與及前香港亞洲電視男藝員，香港著名影視男演員、節目主持人與及模特兒 | 音樂猿人(已完結) 袁外之音(改於愛上網播放，已完結) 波政不分 (已離任) 流行普選 (已完結) 足你好運(已完結)                       |
| 愛明                   | 第一屆DJ訓練班畢業學員，現職為香港人網討論區經理 | 愛與音樂同行(已完結) 大娛樂家 (已離任) 流行普選 (已完結)                                                                     |
| 李潤祺                 | 香港電視及舞台劇男演員 | 波政不分(已完結) 足你好運(已完結)                                                                                            |
| 何紫綸 (Ann)           | 香港著名模特兒 | 女模特約(已完結) 五個一夜情(已離任) 食得精彩(已離任) Lady First(已完結)                                                      |
| Tina Mak (Tina)        | 香港著名模特兒 | 女模特約(已完結) 五個一夜情 Lady First(已完結)                                                                               |
| 陳樂榣 (Alley)         | 香港女子組合Freeze成員 | 五個一夜情(已離任) Lady First(已完結) FREEZE新地帶(已完結)                                                                   |
| Ashley                 | | 五個一夜情(已離任) |
| 陳尚言 (Byran/陳鎮洲)  | 漫畫編劇、崎駿出版有限公司總監 | 動漫遊世界(已完結) 動漫全攻略(已完結)                                                                                        |
| 羽翹 (Ava)             | 香港女歌手及演員 | 大把戲(已離任) |
| 孫立基                 | 香港電影導演 | 風馳好生活(已完結) |
| 子羽                   | | 風馳好生活(已完結) 食得精彩(已離任)                                                                                          |
| 黃星星 (Peter)         | 香港著名星級烹飪導師，曾在亞洲電視主持飲食節目，現於煤氣烹飪中心任教 | 食得精彩(已離任) |
| 明珠                   | | 食得精彩(已離任) |
| 雷凱欣 (Vonnie)        | 香港女模特兒及電影演員 | 食得精彩(已離任) 五個一夜情(已離任)                                                                                          |
| 姜依蘭 (Elaine)        | 曹永廉之妻、姜大衛之長女 | 孩子你好媽(已完結) |
| 洪綽兒(Angie)          | | 孩子你好媽(已完結) |

## 節目表
| 時間  | 星期一             | 星期二             | 星期三             | 星期四             | 星期五              | 星期六           | 星期日             |
| ----- | ------------------ | ------------------ | ------------------ | ------------------ | ------------------- | ---------------- | ------------------ |
| 06:00 | 翻本兄弟           | 錢錢錢打到嚟       | 網想最大黨         | 股掌之中           | 宏觀經濟            | 股戰場           | 黃毓民頻道         |
| 07:00 | 隨意門             | 風也蕭蕭           | 大把戲             | 爆足90分           | 天外有天            | 依舊敢講         | 黃毓民頻道         |
| 07:30 | 隨意門             | 風也蕭蕭           |                    | 爆足90分           | 天外有天            | 依舊敢講         | 黃毓民頻道         |
| 08:00 | 隨意門             | 譚天說地           |                    | 爆足90分           | 天外有天            | 依舊敢講         | 黃毓民頻道         |
| 08:30 | 五個一夜情         | 譚天說地           | 粵港越過界         | 五個一夜情         | 五個一夜情          | 五個一夜情       | 黃毓民頻道         |
| 09:00 | 五個一夜情         | 戀愛全天后         | 粵港越過界         | 五個一夜情         | 五個一夜情          | 五個一夜情       | 黃毓民頻道         |
| 09:30 | 依舊敢講           | 戀愛全天后         | 依舊敢講           | 依舊敢講           | 依舊敢講            | 風也蕭蕭         | 黃毓民頻道         |
| 10:00 | 依舊敢講           | 愛上摩天綸         | 依舊敢講           | 依舊敢講           | 依舊敢講            | 風也蕭蕭         | 黃毓民頻道         |
| 10:30 | 隨意門             | 隨意門             | 隨意門             | 隨意門             | 隨意門              | 依舊敢講         | 黃毓民頻道         |
| 11:00 | 隨意門             | 隨意門             | 隨意門             | 隨意門             | 隨意門              | 依舊敢講         | 黃毓民頻道         |
| 12:00 | 金利豐午間財經通訊 | 金利豐午間財經通訊 | 金利豐午間財經通訊 | 金利豐午間財經通訊 | 金利豐午間財經通訊  | 五個一夜情       | 五個一夜情         |
| 12:15 | 五個一夜情         |                    |                    |                    |                     | 五個一夜情       | 五個一夜情         |
| 13:00 | 依舊敢講           | 戀愛全天后         | 戀愛全天后         | 戀愛全天后         | 戀愛全天后          | 戀愛全天后       | 五個一夜情         |
| 13:30 | 依舊敢講           | 錢錢錢打到嚟       | 網想最大黨         | 股掌之中           | 宏觀經濟            | 戀愛全天后       | 蕭若元經典節目系列 |
| 14:00 | 隨意門             | 錢錢錢打到嚟       | 網想最大黨         | 股掌之中           | 宏觀經濟            | 股戰場           | 蕭若元經典節目系列 |
| 15:00 | 隨意門             |                    |                    |                    |                     |                  | 蕭若元經典節目系列 |
| 15:30 | 五個一夜情         |                    |                    |                    |                     |                  | 蕭若元經典節目系列 |
| 16:00 | 五個一夜情         |                    |                    |                    |                     |                  | 蕭若元經典節目系列 |
| 16:30 | 依舊敢講           |                    |                    |                    |                     |                  | 蕭若元經典節目系列 |
| 17:00 | 依舊敢講           |                    |                    |                    |                     |                  | 蕭若元經典節目系列 |
| 18:00 | 五個一夜情         |                    |                    |                    |                     |                  | 蕭若元經典節目系列 |
| 18:30 | 五個一夜情         |                    |                    |                    |                     |                  | 蕭若元經典節目系列 |
| 19:00 | 依舊敢講           |                    |                    |                    |                     |                  | 蕭若元經典節目系列 |
| 20:00 | 風也蕭蕭(直播)     | 隨意門(直播)       | 風也蕭蕭(直播)     | 隨意門(直播)       | 風也蕭蕭(直播)      | 破地獄(直播)     |                    |
| 20:30 | 風也蕭蕭(直播)     | 隨意門(直播)       | 風也蕭蕭(直播)     | 隨意門(直播)       | 風也蕭蕭(直播)      | 破地獄(直播)     |                    |
| 21:00 | 戀愛全天后         | 戀愛全天后         | 戀愛全天后         | 戀愛全天后         | 戀愛全天后          | 破地獄(直播)     | 譚志強頻道         |
| 21:30 | 戀愛全天后         | 戀愛全天后         | 戀愛全天后         | 戀愛全天后         | 戀愛全天后          | 網想最大黨(直播) | 譚志強頻道         |
| 22:00 | 爆足90分 (直播)    | 天外有天 (直播)    | 依舊敢講 (直播)    | 浩浩熵熵 (首播)    | 譚天說地 (直播)     | 網想最大黨(直播) | 譚志強頻道         |
| 23:00 | 爆足90分 (直播)    | 天外有天 (直播)    | 依舊敢講 (直播)    | 浩浩熵熵 (首播)    | 愛上摩天綸 (直播)   | 大把戲 (直播)    | 譚志強頻道         |
| 23:30 | 股掌之中 (直播)    | 宏觀經濟 (直播)    | 股戰場 (直播)      | 翻本兄弟 (直播)    | 錢錢錢打到嚟 (直播) | 大把戲 (直播)    | 譚志強頻道         |
| 00:00 | 股掌之中 (直播)    | 宏觀經濟 (直播)    | 股戰場 (直播)      | 翻本兄弟 (直播)    | 錢錢錢打到嚟 (直播) |                  | 譚志強頻道         |
| 00:30 | 五個一夜情 (直播)  | 五個一夜情 (直播)  | 五個一夜情 (直播)  | 五個一夜情 (直播)  | 五個一夜情 (直播)   |                  | 譚志強頻道         |
| 01:00 | 五個一夜情 (直播)  | 五個一夜情 (直播)  | 五個一夜情 (直播)  | 五個一夜情 (直播)  | 五個一夜情 (直播)   | 破地獄           | 譚志強頻道         |
| 01:30 | 風也蕭蕭           | 粵港越過界         | 風也蕭蕭           | 天外有天           | 風也蕭蕭            | 破地獄           | 隨意門             |
| 02:00 | 風也蕭蕭           | 粵港越過界         | 風也蕭蕭           | 天外有天           | 風也蕭蕭            | 破地獄           | 隨意門             |
| 02:30 | 譚天說地           |                    |                    |                    |                     |                  |                    |
| 03:00 | 譚天說地           |                    |                    |                    |                     |                  |                    |
| 03:30 | 爆足90分           |                    |                    |                    |                     |                  |                    |
| 04:00 | 爆足90分           | 五個一夜情         | 五個一夜情         | 五個一夜情         | 五個一夜情          |                  | 五個一夜情         |
| 05:00 | 五個一夜情         | 戀愛全天后         | 戀愛全天后         | 戀愛全天后         | 戀愛全天后          |                  | 戀愛全天后         |

## 爭議
- 2011年3月，香港人網職員 Macy 自殺身亡。[82]十分惋息。蕭若元仝人在節目默哀。

### 被指經營色情網站
2012年9月27日，報章報導民主黨成員黃成智，連同一群家長報案點名投訴身兼候任立法會議員的香港人網行政總裁陳志全涉發放色情資訊，甚至經營色情事業等刑事罪行。陳志全否認經營色情資訊生意，強調香港人網不以成人區為主，而且如有人舉報發帖涉淫褻內容會立即刪除。他亦表示，為履行一旦當選會當全職議員的承諾，早決定在本月底離任人網行政總裁一職。

## 外部連結
- 香港人網 MyRadio討論區 （页面存档备份，存于）
- MyRadio在Youtube的頻道 （页面存档备份，存于）